# Lista de asteroides (391001-392000)
Esta é uma lista parcial de asteroides, do asteroide número 391001 até o 392000, inclusive. Veja também o índice com todas as listas disponíveis.

| Objeto Próximos à Terra | Cinturão de asteroides (interno) | Cinturão de asteroides (externo) | Centauro       |
| Cruzador de Marte       | Cinturão de asteroides (meio)    | Troianos de Júpiter              | Transnetuniano |

Veja mais dados de cada asteroide na ligação externa para o Minor Planet Center na última coluna.
Índice: 391001... 391101... 391201... 391301... 391401... 391501... 391601... 391701... 391801... 391901... 

## 391001–391100
| Designação | Designação | Descoberta  | Descoberta    | Descobridor(es)     | Categoria | Mais informações / Referência |
| Permanente | Provisória | Data        | Local         | Descobridor(es)     | Categoria | Mais informações / Referência |
| ---------- | ---------- | ----------- | ------------- | ------------------- | --------- | ----------------------------- |
| 391001     | 2005 SZ107 | 26 set 2005 | Kitt Peak     | Spacewatch          | —         | MPC                           |
| 391002     | 2005 SM109 | 26 set 2005 | Kitt Peak     | Spacewatch          | —         | MPC                           |
| 391003     | 2005 SJ115 | 27 set 2005 | Kitt Peak     | Spacewatch          | —         | MPC                           |
| 391004     | 2005 SL115 | 27 set 2005 | Kitt Peak     | Spacewatch          | —         | MPC                           |
| 391005     | 2005 SY122 | 23 set 2005 | Catalina      | CSS                 | —         | MPC                           |
| 391006     | 2005 SA123 | 29 set 2005 | Anderson Mesa | LONEOS              | —         | MPC                           |
| 391007     | 2005 SO154 | 26 set 2005 | Kitt Peak     | Spacewatch          | —         | MPC                           |
| 391008     | 2005 SX170 | 29 set 2005 | Kitt Peak     | Spacewatch          | —         | MPC                           |
| 391009     | 2005 SU171 | 29 set 2005 | Kitt Peak     | Spacewatch          | —         | MPC                           |
| 391010     | 2005 SV171 | 29 set 2005 | Kitt Peak     | Spacewatch          | —         | MPC                           |
| 391011     | 2005 SK173 | 29 set 2005 | Kitt Peak     | Spacewatch          | —         | MPC                           |
| 391012     | 2005 SL174 | 29 set 2005 | Kitt Peak     | Spacewatch          | Brangane  | MPC                           |
| 391013     | 2005 SR177 | 29 set 2005 | Kitt Peak     | Spacewatch          | —         | MPC                           |
| 391014     | 2005 SP178 | 29 set 2005 | Palomar       | NEAT                | —         | MPC                           |
| 391015     | 2005 SU178 | 29 set 2005 | Anderson Mesa | LONEOS              | —         | MPC                           |
| 391016     | 2005 SF195 | 9 set 2005  | Socorro       | LINEAR              | —         | MPC                           |
| 391017     | 2005 SX208 | 30 set 2005 | Mount Lemmon  | Mount Lemmon Survey | —         | MPC                           |
| 391018     | 2005 SJ233 | 30 set 2005 | Mount Lemmon  | Mount Lemmon Survey | —         | MPC                           |
| 391019     | 2005 SJ234 | 29 set 2005 | Kitt Peak     | Spacewatch          | —         | MPC                           |
| 391020     | 2005 SE235 | 29 set 2005 | Mount Lemmon  | Mount Lemmon Survey | —         | MPC                           |
| 391021     | 2005 SG236 | 29 set 2005 | Kitt Peak     | Spacewatch          | —         | MPC                           |
| 391022     | 2005 SC246 | 30 set 2005 | Mount Lemmon  | Mount Lemmon Survey | —         | MPC                           |
| 391023     | 2005 SX253 | 22 set 2005 | Palomar       | NEAT                | —         | MPC                           |
| 391024     | 2005 SL256 | 22 set 2005 | Palomar       | NEAT                | Brangane  | MPC                           |
| 391025     | 2005 SA269 | 25 set 2005 | Kitt Peak     | Spacewatch          | —         | MPC                           |
| 391026     | 2005 SS270 | 30 set 2005 | Anderson Mesa | LONEOS              | —         | MPC                           |
| 391027     | 2005 SV270 | 30 set 2005 | Anderson Mesa | LONEOS              | —         | MPC                           |
| 391028     | 2005 SK274 | 29 set 2005 | Anderson Mesa | LONEOS              | —         | MPC                           |
| 391029     | 2005 SG280 | 25 set 2005 | Kitt Peak     | Spacewatch          | —         | MPC                           |
| 391030     | 2005 TY1   | 1 out 2005  | Mount Lemmon  | Mount Lemmon Survey | —         | MPC                           |
| 391031     | 2005 TU2   | 1 out 2005  | Catalina      | CSS                 | —         | MPC                           |
| 391032     | 2005 TQ10  | 2 out 2005  | Anderson Mesa | LONEOS              | —         | MPC                           |
| 391033     | 2005 TR15  | 3 out 2005  | Mount Lemmon  | Mount Lemmon Survey | —         | MPC                           |
| 391034     | 2005 TX20  | 1 out 2005  | Mount Lemmon  | Mount Lemmon Survey | —         | MPC                           |
| 391035     | 2005 TT24  | 1 out 2005  | Mount Lemmon  | Mount Lemmon Survey | —         | MPC                           |
| 391036     | 2005 TV53  | 1 out 2005  | Socorro       | LINEAR              | —         | MPC                           |
| 391037     | 2005 TC72  | 3 out 2005  | Catalina      | CSS                 | —         | MPC                           |
| 391038     | 2005 TS73  | 7 out 2005  | Anderson Mesa | LONEOS              | —         | MPC                           |
| 391039     | 2005 TO83  | 10 mai 2003 | Kitt Peak     | Spacewatch          | —         | MPC                           |
| 391040     | 2005 TV85  | 3 out 2005  | Kitt Peak     | Spacewatch          | —         | MPC                           |
| 391041     | 2005 TV89  | 5 out 2005  | Mount Lemmon  | Mount Lemmon Survey | —         | MPC                           |
| 391042     | 2005 TP105 | 8 out 2005  | Moletai       | Molėtai Obs.        | —         | MPC                           |
| 391043     | 2005 TV116 | 7 out 2005  | Kitt Peak     | Spacewatch          | —         | MPC                           |
| 391044     | 2005 TY123 | 7 out 2005  | Kitt Peak     | Spacewatch          | —         | MPC                           |
| 391045     | 2005 TF141 | 8 out 2005  | Kitt Peak     | Spacewatch          | —         | MPC                           |
| 391046     | 2005 TC147 | 29 set 2005 | Kitt Peak     | Spacewatch          | —         | MPC                           |
| 391047     | 2005 TE151 | 8 out 2005  | Kitt Peak     | Spacewatch          | —         | MPC                           |
| 391048     | 2005 TO155 | 9 out 2005  | Kitt Peak     | Spacewatch          | —         | MPC                           |
| 391049     | 2005 TH161 | 9 out 2005  | Kitt Peak     | Spacewatch          | —         | MPC                           |
| 391050     | 2005 TO164 | 9 out 2005  | Kitt Peak     | Spacewatch          | —         | MPC                           |
| 391051     | 2005 TG166 | 9 out 2005  | Kitt Peak     | Spacewatch          | —         | MPC                           |
| 391052     | 2005 TE167 | 9 out 2005  | Kitt Peak     | Spacewatch          | —         | MPC                           |
| 391053     | 2005 TU169 | 27 set 2005 | Kitt Peak     | Spacewatch          | —         | MPC                           |
| 391054     | 2005 TE176 | 1 out 2005  | Kitt Peak     | Spacewatch          | —         | MPC                           |
| 391055     | 2005 TM195 | 1 out 2005  | Kitt Peak     | Spacewatch          | —         | MPC                           |
| 391056     | 2005 UK4   | 12 out 2005 | Kitt Peak     | Spacewatch          | —         | MPC                           |
| 391057     | 2005 UW7   | 26 out 2005 | Ottmarsheim   | C. Rinner           | —         | MPC                           |
| 391058     | 2005 UJ36  | 24 out 2005 | Kitt Peak     | Spacewatch          | —         | MPC                           |
| 391059     | 2005 UL36  | 24 out 2005 | Kitt Peak     | Spacewatch          | —         | MPC                           |
| 391060     | 2005 UB43  | 22 out 2005 | Kitt Peak     | Spacewatch          | —         | MPC                           |
| 391061     | 2005 UG43  | 22 out 2005 | Kitt Peak     | Spacewatch          | —         | MPC                           |
| 391062     | 2005 UH57  | 24 out 2005 | Anderson Mesa | LONEOS              | —         | MPC                           |
| 391063     | 2005 UT59  | 25 out 2005 | Kitt Peak     | Spacewatch          | —         | MPC                           |
| 391064     | 2005 UW71  | 23 out 2005 | Catalina      | CSS                 | —         | MPC                           |
| 391065     | 2005 UN85  | 22 out 2005 | Kitt Peak     | Spacewatch          | —         | MPC                           |
| 391066     | 2005 UP85  | 22 out 2005 | Kitt Peak     | Spacewatch          | —         | MPC                           |
| 391067     | 2005 UO87  | 22 out 2005 | Kitt Peak     | Spacewatch          | —         | MPC                           |
| 391068     | 2005 UZ103 | 22 out 2005 | Kitt Peak     | Spacewatch          | —         | MPC                           |
| 391069     | 2005 UT104 | 22 out 2005 | Kitt Peak     | Spacewatch          | —         | MPC                           |
| 391070     | 2005 UG107 | 22 out 2005 | Kitt Peak     | Spacewatch          | Mitidika  | MPC                           |
| 391071     | 2005 UE108 | 22 out 2005 | Kitt Peak     | Spacewatch          | —         | MPC                           |
| 391072     | 2005 UP111 | 22 out 2005 | Kitt Peak     | Spacewatch          | —         | MPC                           |
| 391073     | 2005 UH116 | 23 out 2005 | Catalina      | CSS                 | —         | MPC                           |
| 391074     | 2005 UY121 | 5 out 2005  | Kitt Peak     | Spacewatch          | —         | MPC                           |
| 391075     | 2005 UZ134 | 25 out 2005 | Mount Lemmon  | Mount Lemmon Survey | Brangane  | MPC                           |
| 391076     | 2005 UZ139 | 25 out 2005 | Mount Lemmon  | Mount Lemmon Survey | —         | MPC                           |
| 391077     | 2005 UQ155 | 26 out 2005 | Anderson Mesa | LONEOS              | —         | MPC                           |
| 391078     | 2005 US162 | 22 out 2005 | Kitt Peak     | Spacewatch          | —         | MPC                           |
| 391079     | 2005 UH177 | 24 out 2005 | Kitt Peak     | Spacewatch          | —         | MPC                           |
| 391080     | 2005 UQ191 | 27 out 2005 | Mount Lemmon  | Mount Lemmon Survey | —         | MPC                           |
| 391081     | 2005 UH208 | 1 out 2005  | Mount Lemmon  | Mount Lemmon Survey | —         | MPC                           |
| 391082     | 2005 UT213 | 22 out 2005 | Palomar       | NEAT                | —         | MPC                           |
| 391083     | 2005 UE219 | 25 out 2005 | Kitt Peak     | Spacewatch          | —         | MPC                           |
| 391084     | 2005 UD230 | 25 out 2005 | Kitt Peak     | Spacewatch          | —         | MPC                           |
| 391085     | 2005 UU236 | 25 out 2005 | Kitt Peak     | Spacewatch          | —         | MPC                           |
| 391086     | 2005 UX237 | 25 out 2005 | Kitt Peak     | Spacewatch          | —         | MPC                           |
| 391087     | 2005 UQ263 | 27 out 2005 | Kitt Peak     | Spacewatch          | —         | MPC                           |
| 391088     | 2005 UV274 | 5 out 2005  | Kitt Peak     | Spacewatch          | —         | MPC                           |
| 391089     | 2005 UN276 | 24 out 2005 | Kitt Peak     | Spacewatch          | Brangane  | MPC                           |
| 391090     | 2005 UK300 | 26 out 2005 | Kitt Peak     | Spacewatch          | —         | MPC                           |
| 391091     | 2005 UC310 | 28 out 2005 | Mount Lemmon  | Mount Lemmon Survey | Ursula    | MPC                           |
| 391092     | 2005 UG310 | 29 out 2005 | Mount Lemmon  | Mount Lemmon Survey | —         | MPC                           |
| 391093     | 2005 UO310 | 29 out 2005 | Kitt Peak     | Spacewatch          | —         | MPC                           |
| 391094     | 2005 UO324 | 29 out 2005 | Kitt Peak     | Spacewatch          | —         | MPC                           |
| 391095     | 2005 UQ355 | 29 out 2005 | Mount Lemmon  | Mount Lemmon Survey | —         | MPC                           |
| 391096     | 2005 UE358 | 7 out 2005  | Kitt Peak     | Spacewatch          | —         | MPC                           |
| 391097     | 2005 UT364 | 27 out 2005 | Kitt Peak     | Spacewatch          | —         | MPC                           |
| 391098     | 2005 UF367 | 22 out 2005 | Kitt Peak     | Spacewatch          | —         | MPC                           |
| 391099     | 2005 UC389 | 28 out 2005 | Mount Lemmon  | Mount Lemmon Survey | —         | MPC                           |
| 391100     | 2005 UT393 | 28 out 2005 | Socorro       | LINEAR              | —         | MPC                           |

## 391101–391200
| Designação | Designação | Descoberta  | Descoberta    | Descobridor(es)     | Categoria | Mais informações / Referência |
| Permanente | Provisória | Data        | Local         | Descobridor(es)     | Categoria | Mais informações / Referência |
| ---------- | ---------- | ----------- | ------------- | ------------------- | --------- | ----------------------------- |
| 391101     | 2005 UG406 | 30 out 2005 | Kitt Peak     | Spacewatch          | —         | MPC                           |
| 391102     | 2005 UQ407 | 30 out 2005 | Mount Lemmon  | Mount Lemmon Survey | Brangane  | MPC                           |
| 391103     | 2005 UA436 | 30 out 2005 | Kitt Peak     | Spacewatch          | —         | MPC                           |
| 391104     | 2005 UX443 | 30 ago 2005 | Kitt Peak     | Spacewatch          | —         | MPC                           |
| 391105     | 2005 UU459 | 27 out 2005 | Mount Lemmon  | Mount Lemmon Survey | —         | MPC                           |
| 391106     | 2005 UK475 | 22 out 2005 | Kitt Peak     | Spacewatch          | —         | MPC                           |
| 391107     | 2005 UO478 | 27 out 2005 | Mount Lemmon  | Mount Lemmon Survey | —         | MPC                           |
| 391108     | 2005 UU514 | 20 out 2005 | Apache Point  | A. C. Becker        | —         | MPC                           |
| 391109     | 2005 UZ516 | 25 out 2005 | Apache Point  | A. C. Becker        | —         | MPC                           |
| 391110     | 2005 VT20  | 1 nov 2005  | Kitt Peak     | Spacewatch          | —         | MPC                           |
| 391111     | 2005 VK31  | 4 nov 2005  | Kitt Peak     | Spacewatch          | —         | MPC                           |
| 391112     | 2005 VR32  | 25 out 2005 | Mount Lemmon  | Mount Lemmon Survey | —         | MPC                           |
| 391113     | 2005 VX37  | 3 nov 2005  | Mount Lemmon  | Mount Lemmon Survey | —         | MPC                           |
| 391114     | 2005 VL41  | 1 nov 2005  | Mount Lemmon  | Mount Lemmon Survey | —         | MPC                           |
| 391115     | 2005 VL50  | 2 nov 2005  | Kitt Peak     | Spacewatch          | —         | MPC                           |
| 391116     | 2005 VV54  | 4 nov 2005  | Kitt Peak     | Spacewatch          | —         | MPC                           |
| 391117     | 2005 VS70  | 1 nov 2005  | Mount Lemmon  | Mount Lemmon Survey | —         | MPC                           |
| 391118     | 2005 VM102 | 1 nov 2005  | Kitt Peak     | Spacewatch          | —         | MPC                           |
| 391119     | 2005 VP129 | 1 nov 2005  | Apache Point  | A. C. Becker        | —         | MPC                           |
| 391120     | 2005 WQ10  | 22 nov 2005 | Kitt Peak     | Spacewatch          | —         | MPC                           |
| 391121     | 2005 WP17  | 22 nov 2005 | Kitt Peak     | Spacewatch          | —         | MPC                           |
| 391122     | 2005 WY17  | 22 nov 2005 | Kitt Peak     | Spacewatch          | —         | MPC                           |
| 391123     | 2005 WS19  | 21 nov 2005 | Kitt Peak     | Spacewatch          | —         | MPC                           |
| 391124     | 2005 WX24  | 21 nov 2005 | Kitt Peak     | Spacewatch          | —         | MPC                           |
| 391125     | 2005 WY31  | 21 nov 2005 | Kitt Peak     | Spacewatch          | —         | MPC                           |
| 391126     | 2005 WQ47  | 25 nov 2005 | Kitt Peak     | Spacewatch          | —         | MPC                           |
| 391127     | 2005 WO48  | 25 nov 2005 | Kitt Peak     | Spacewatch          | —         | MPC                           |
| 391128     | 2005 WE71  | 13 out 2005 | Kitt Peak     | Spacewatch          | —         | MPC                           |
| 391129     | 2005 WH79  | 25 nov 2005 | Kitt Peak     | Spacewatch          | Mitidika  | MPC                           |
| 391130     | 2005 WX139 | 26 nov 2005 | Mount Lemmon  | Mount Lemmon Survey | —         | MPC                           |
| 391131     | 2005 WM194 | 29 nov 2005 | Catalina      | CSS                 | —         | MPC                           |
| 391132     | 2005 XT3   | 1 dez 2005  | Mount Lemmon  | Mount Lemmon Survey | Mitidika  | MPC                           |
| 391133     | 2005 XN12  | 1 dez 2005  | Socorro       | LINEAR              | —         | MPC                           |
| 391134     | 2005 XO40  | 5 dez 2005  | Kitt Peak     | Spacewatch          | —         | MPC                           |
| 391135     | 2005 XM51  | 2 dez 2005  | Kitt Peak     | Spacewatch          | —         | MPC                           |
| 391136     | 2005 XF73  | 6 dez 2005  | Kitt Peak     | Spacewatch          | —         | MPC                           |
| 391137     | 2005 XH80  | 4 dez 2005  | Mount Lemmon  | Mount Lemmon Survey | —         | MPC                           |
| 391138     | 2005 YR    | 10 nov 2005 | Mount Lemmon  | Mount Lemmon Survey | —         | MPC                           |
| 391139     | 2005 YW8   | 7 dez 2005  | Kitt Peak     | Spacewatch          | —         | MPC                           |
| 391140     | 2005 YK11  | 21 dez 2005 | Kitt Peak     | Spacewatch          | Mitidika  | MPC                           |
| 391141     | 2005 YH14  | 22 dez 2005 | Kitt Peak     | Spacewatch          | —         | MPC                           |
| 391142     | 2005 YM46  | 25 dez 2005 | Kitt Peak     | Spacewatch          | —         | MPC                           |
| 391143     | 2005 YN57  | 24 dez 2005 | Kitt Peak     | Spacewatch          | —         | MPC                           |
| 391144     | 2005 YB62  | 24 dez 2005 | Kitt Peak     | Spacewatch          | Mitidika  | MPC                           |
| 391145     | 2005 YA64  | 24 dez 2005 | Kitt Peak     | Spacewatch          | —         | MPC                           |
| 391146     | 2005 YF67  | 5 dez 2005  | Mount Lemmon  | Mount Lemmon Survey | —         | MPC                           |
| 391147     | 2005 YH81  | 24 dez 2005 | Kitt Peak     | Spacewatch          | —         | MPC                           |
| 391148     | 2005 YF84  | 24 dez 2005 | Kitt Peak     | Spacewatch          | —         | MPC                           |
| 391149     | 2005 YU85  | 25 dez 2005 | Mount Lemmon  | Mount Lemmon Survey | —         | MPC                           |
| 391150     | 2005 YS87  | 25 dez 2005 | Mount Lemmon  | Mount Lemmon Survey | —         | MPC                           |
| 391151     | 2005 YY93  | 29 dez 2005 | Socorro       | LINEAR              | —         | MPC                           |
| 391152     | 2005 YZ93  | 24 dez 2005 | Socorro       | LINEAR              | —         | MPC                           |
| 391153     | 2005 YR95  | 25 dez 2005 | Kitt Peak     | Spacewatch          | —         | MPC                           |
| 391154     | 2005 YJ105 | 25 dez 2005 | Kitt Peak     | Spacewatch          | —         | MPC                           |
| 391155     | 2005 YT109 | 25 dez 2005 | Kitt Peak     | Spacewatch          | —         | MPC                           |
| 391156     | 2005 YD112 | 25 dez 2005 | Mount Lemmon  | Mount Lemmon Survey | Mitidika  | MPC                           |
| 391157     | 2005 YZ137 | 26 dez 2005 | Kitt Peak     | Spacewatch          | —         | MPC                           |
| 391158     | 2005 YW143 | 28 dez 2005 | Mount Lemmon  | Mount Lemmon Survey | Mitidika  | MPC                           |
| 391159     | 2005 YT165 | 30 dez 2005 | Socorro       | LINEAR              | —         | MPC                           |
| 391160     | 2005 YW191 | 30 dez 2005 | Kitt Peak     | Spacewatch          | —         | MPC                           |
| 391161     | 2005 YB199 | 25 dez 2005 | Kitt Peak     | Spacewatch          | —         | MPC                           |
| 391162     | 2005 YZ202 | 29 out 2005 | Mount Lemmon  | Mount Lemmon Survey | —         | MPC                           |
| 391163     | 2005 YQ228 | 25 dez 2005 | Kitt Peak     | Spacewatch          | —         | MPC                           |
| 391164     | 2005 YE285 | 29 dez 2005 | Mount Lemmon  | Mount Lemmon Survey | —         | MPC                           |
| 391165     | 2006 AB25  | 5 jan 2006  | Kitt Peak     | Spacewatch          | —         | MPC                           |
| 391166     | 2006 AY25  | 5 jan 2006  | Kitt Peak     | Spacewatch          | —         | MPC                           |
| 391167     | 2006 AL26  | 5 jan 2006  | Kitt Peak     | Spacewatch          | Mitidika  | MPC                           |
| 391168     | 2006 AW39  | 7 jan 2006  | Mount Lemmon  | Mount Lemmon Survey | —         | MPC                           |
| 391169     | 2006 AB41  | 7 jan 2006  | Kitt Peak     | Spacewatch          | —         | MPC                           |
| 391170     | 2006 AW47  | 7 jan 2006  | Kitt Peak     | Spacewatch          | —         | MPC                           |
| 391171     | 2006 AU56  | 28 dez 2005 | Kitt Peak     | Spacewatch          | Mitidika  | MPC                           |
| 391172     | 2006 AO60  | 5 jan 2006  | Kitt Peak     | Spacewatch          | —         | MPC                           |
| 391173     | 2006 AL69  | 6 jan 2006  | Mount Lemmon  | Mount Lemmon Survey | —         | MPC                           |
| 391174     | 2006 AN69  | 5 fev 1995  | Kitt Peak     | Spacewatch          | —         | MPC                           |
| 391175     | 2006 BN3   | 27 dez 2005 | Kitt Peak     | Spacewatch          | —         | MPC                           |
| 391176     | 2006 BS98  | 21 jan 2006 | Anderson Mesa | LONEOS              | —         | MPC                           |
| 391177     | 2006 BT114 | 26 jan 2006 | Kitt Peak     | Spacewatch          | —         | MPC                           |
| 391178     | 2006 BS136 | 28 jan 2006 | Mount Lemmon  | Mount Lemmon Survey | —         | MPC                           |
| 391179     | 2006 BC145 | 8 jan 1998  | Kitt Peak     | Spacewatch          | Juno      | MPC                           |
| 391180     | 2006 BO165 | 26 jan 2006 | Mount Lemmon  | Mount Lemmon Survey | —         | MPC                           |
| 391181     | 2006 BH178 | 27 jan 2006 | Mount Lemmon  | Mount Lemmon Survey | —         | MPC                           |
| 391182     | 2006 BT192 | 30 jan 2006 | Kitt Peak     | Spacewatch          | —         | MPC                           |
| 391183     | 2006 BA193 | 30 jan 2006 | Kitt Peak     | Spacewatch          | —         | MPC                           |
| 391184     | 2006 BK203 | 31 jan 2006 | Kitt Peak     | Spacewatch          | Mitidika  | MPC                           |
| 391185     | 2006 BR216 | 26 jan 2006 | Anderson Mesa | LONEOS              | Juno      | MPC                           |
| 391186     | 2006 BA226 | 30 jan 2006 | Kitt Peak     | Spacewatch          | —         | MPC                           |
| 391187     | 2006 BU234 | 31 jan 2006 | Kitt Peak     | Spacewatch          | —         | MPC                           |
| 391188     | 2006 BE263 | 21 jan 2006 | Kitt Peak     | Spacewatch          | Flora     | MPC                           |
| 391189     | 2006 CL16  | 9 jan 2006  | Kitt Peak     | Spacewatch          | —         | MPC                           |
| 391190     | 2006 DO9   | 21 fev 2006 | Catalina      | CSS                 | —         | MPC                           |
| 391191     | 2006 DD50  | 22 fev 2006 | Catalina      | CSS                 | —         | MPC                           |
| 391192     | 2006 DM72  | 22 fev 2006 | Kitt Peak     | Spacewatch          | Mitidika  | MPC                           |
| 391193     | 2006 DB87  | 24 fev 2006 | Kitt Peak     | Spacewatch          | —         | MPC                           |
| 391194     | 2006 DS125 | 2 fev 2006  | Kitt Peak     | Spacewatch          | —         | MPC                           |
| 391195     | 2006 EC53  | 2 mar 2006  | Kitt Peak     | Spacewatch          | —         | MPC                           |
| 391196     | 2006 EU65  | 5 mar 2006  | Kitt Peak     | Spacewatch          | —         | MPC                           |
| 391197     | 2006 FX11  | 23 mar 2006 | Kitt Peak     | Spacewatch          | —         | MPC                           |
| 391198     | 2006 FC25  | 24 mar 2006 | Kitt Peak     | Spacewatch          | —         | MPC                           |
| 391199     | 2006 FX50  | 23 mar 2006 | Catalina      | CSS                 | Juno      | MPC                           |
| 391200     | 2006 GH12  | 2 abr 2006  | Kitt Peak     | Spacewatch          | —         | MPC                           |

## 391201–391300
| Designação        | Designação | Descoberta  | Descoberta    | Descobridor(es)     | Categoria | Mais informações / Referência |
| Permanente        | Provisória | Data        | Local         | Descobridor(es)     | Categoria | Mais informações / Referência |
| ----------------- | ---------- | ----------- | ------------- | ------------------- | --------- | ----------------------------- |
| 391201            | 2006 GZ13  | 2 abr 2006  | Kitt Peak     | Spacewatch          | —         | MPC                           |
| 391202            | 2006 GF26  | 2 abr 2006  | Kitt Peak     | Spacewatch          | —         | MPC                           |
| 391203            | 2006 GN36  | 8 abr 2006  | Kitt Peak     | Spacewatch          | —         | MPC                           |
| 391204            | 2006 HA25  | 20 abr 2006 | Kitt Peak     | Spacewatch          | Juno      | MPC                           |
| 391205            | 2006 HL39  | 21 abr 2006 | Kitt Peak     | Spacewatch          | —         | MPC                           |
| 391206            | 2006 HD40  | 21 abr 2006 | Kitt Peak     | Spacewatch          | —         | MPC                           |
| 391207            | 2006 HR43  | 24 abr 2006 | Mount Lemmon  | Mount Lemmon Survey | —         | MPC                           |
| 391208            | 2006 HV47  | 24 abr 2006 | Kitt Peak     | Spacewatch          | —         | MPC                           |
| 391209            | 2006 HD48  | 24 abr 2006 | Kitt Peak     | Spacewatch          | —         | MPC                           |
| 391210            | 2006 HA51  | 26 abr 2006 | Saint-Sulpice | B. Christophe       | Juno      | MPC                           |
| 391211            | 2006 HZ51  | 27 abr 2006 | Catalina      | CSS                 | —         | MPC                           |
| 391212            | 2006 HQ68  | 24 abr 2006 | Mount Lemmon  | Mount Lemmon Survey | —         | MPC                           |
| 391213            | 2006 HN72  | 25 abr 2006 | Kitt Peak     | Spacewatch          | —         | MPC                           |
| 391214            | 2006 HF75  | 25 abr 2006 | Kitt Peak     | Spacewatch          | —         | MPC                           |
| 391215            | 2006 HN89  | 20 abr 2006 | Siding Spring | SSS                 | —         | MPC                           |
| 391216            | 2006 HF92  | 21 abr 2006 | Kitt Peak     | Spacewatch          | —         | MPC                           |
| 391217            | 2006 HR92  | 29 abr 2006 | Kitt Peak     | Spacewatch          | —         | MPC                           |
| 391218            | 2006 HY96  | 30 abr 2006 | Kitt Peak     | Spacewatch          | —         | MPC                           |
| 391219            | 2006 HZ117 | 29 abr 2006 | Kitt Peak     | Spacewatch          | —         | MPC                           |
| 391220            | 2006 HK120 | 30 abr 2006 | Kitt Peak     | Spacewatch          | Phocaea   | MPC                           |
| 391221            | 2006 HP147 | 27 abr 2006 | Cerro Tololo  | M. W. Buie          | —         | MPC                           |
| 391222            | 2006 JL1   | 24 abr 2006 | Kitt Peak     | Spacewatch          | —         | MPC                           |
| 391223            | 2006 JH8   | 1 mai 2006  | Kitt Peak     | Spacewatch          | —         | MPC                           |
| 391224            | 2006 JH16  | 16 jan 2005 | Kitt Peak     | Spacewatch          | —         | MPC                           |
| 391225            | 2006 JO20  | 24 abr 2006 | Kitt Peak     | Spacewatch          | —         | MPC                           |
| 391226            | 2006 JQ32  | 3 mai 2006  | Kitt Peak     | Spacewatch          | —         | MPC                           |
| 391227            | 2006 JJ35  | 4 mai 2006  | Kitt Peak     | Spacewatch          | Juno      | MPC                           |
| 391228            | 2006 JZ56  | 10 mai 2006 | Palomar       | NEAT                | —         | MPC                           |
| 391229            | 2006 JB81  | 9 mai 2006  | Mount Lemmon  | Mount Lemmon Survey | —         | MPC                           |
| 391230            | 2006 KY    | 18 mai 2006 | Palomar       | NEAT                | —         | MPC                           |
| 391231            | 2006 KS6   | 19 mai 2006 | Mount Lemmon  | Mount Lemmon Survey | —         | MPC                           |
| 391232            | 2006 KN13  | 20 mai 2006 | Kitt Peak     | Spacewatch          | —         | MPC                           |
| 391233            | 2006 KR44  | 21 mai 2006 | Kitt Peak     | Spacewatch          | —         | MPC                           |
| 391234            | 2006 KL58  | 22 mai 2006 | Kitt Peak     | Spacewatch          | —         | MPC                           |
| 391235            | 2006 KP66  | 24 mai 2006 | Kitt Peak     | Spacewatch          | —         | MPC                           |
| 391236            | 2006 KT80  | 25 mai 2006 | Mount Lemmon  | Mount Lemmon Survey | —         | MPC                           |
| 391237            | 2006 KJ98  | 26 mai 2006 | Kitt Peak     | Spacewatch          | —         | MPC                           |
| 391238            | 2006 KP112 | 31 mai 2006 | Mount Lemmon  | Mount Lemmon Survey | —         | MPC                           |
| 391239            | 2006 KE118 | 23 mai 2006 | Catalina      | CSS                 | —         | MPC                           |
| 391240            | 2006 KP134 | 25 mai 2006 | Mauna Kea     | P. A. Wiegert       | —         | MPC                           |
| 391241            | 2006 OG6   | 22 jun 2006 | Kitt Peak     | Spacewatch          | —         | MPC                           |
| 391242            | 2006 PL4   | 12 ago 2006 | Palomar       | NEAT                | —         | MPC                           |
| 391243            | 2006 PF13  | 14 ago 2006 | Siding Spring | SSS                 | —         | MPC                           |
| 391244            | 2006 QE2   | 17 ago 2006 | Palomar       | NEAT                | —         | MPC                           |
| 391245            | 2006 QK8   | 19 ago 2006 | Kitt Peak     | Spacewatch          | —         | MPC                           |
| 391246            | 2006 QA9   | 19 ago 2006 | Kitt Peak     | Spacewatch          | —         | MPC                           |
| 391247            | 2006 QC70  | 21 ago 2006 | Kitt Peak     | Spacewatch          | Eos       | MPC                           |
| 391248            | 2006 QZ74  | 21 ago 2006 | Kitt Peak     | Spacewatch          | —         | MPC                           |
| 391249            | 2006 QD84  | 19 ago 2006 | Kitt Peak     | Spacewatch          | —         | MPC                           |
| 391250            | 2006 QX96  | 16 ago 2006 | Palomar       | NEAT                | —         | MPC                           |
| 391251            | 2006 QM114 | 27 ago 2006 | Anderson Mesa | LONEOS              | —         | MPC                           |
| 391252            | 2006 QM119 | 28 ago 2006 | Socorro       | LINEAR              | Eos       | MPC                           |
| 391253            | 2006 QA129 | 8 mar 2005  | Mount Lemmon  | Mount Lemmon Survey | —         | MPC                           |
| 391254            | 2006 QO150 | 19 ago 2006 | Kitt Peak     | Spacewatch          | —         | MPC                           |
| 391255            | 2006 QH165 | 29 ago 2006 | Catalina      | CSS                 | —         | MPC                           |
| 391256            | 2006 QR166 | 29 ago 2006 | Anderson Mesa | LONEOS              | —         | MPC                           |
| 391257 Wilwheaton | 2006 RL1   | 12 set 2006 | Uccle         | T. Pauwels          | Eos       | MPC                           |
| 391258            | 2006 RP33  | 12 set 2006 | Socorro       | LINEAR              | —         | MPC                           |
| 391259            | 2006 RF48  | 14 set 2006 | Catalina      | CSS                 | —         | MPC                           |
| 391260            | 2006 RZ54  | 14 set 2006 | Kitt Peak     | Spacewatch          | —         | MPC                           |
| 391261            | 2006 RA63  | 14 set 2006 | Catalina      | CSS                 | —         | MPC                           |
| 391262            | 2006 RR77  | 15 set 2006 | Kitt Peak     | Spacewatch          | —         | MPC                           |
| 391263            | 2006 RW79  | 15 set 2006 | Kitt Peak     | Spacewatch          | —         | MPC                           |
| 391264            | 2006 RS120 | 15 set 2006 | Kitt Peak     | Spacewatch          | —         | MPC                           |
| 391265            | 2006 SC17  | 17 set 2006 | Kitt Peak     | Spacewatch          | —         | MPC                           |
| 391266            | 2006 SV22  | 17 set 2006 | Anderson Mesa | LONEOS              | —         | MPC                           |
| 391267            | 2006 SE43  | 18 set 2006 | Kitt Peak     | Spacewatch          | —         | MPC                           |
| 391268            | 2006 SH60  | 18 set 2006 | Catalina      | CSS                 | —         | MPC                           |
| 391269            | 2006 SN82  | 18 set 2006 | Anderson Mesa | LONEOS              | —         | MPC                           |
| 391270            | 2006 SL90  | 18 set 2006 | Kitt Peak     | Spacewatch          | —         | MPC                           |
| 391271            | 2006 SS96  | 18 set 2006 | Kitt Peak     | Spacewatch          | Eos       | MPC                           |
| 391272            | 2006 SL112 | 18 ago 2006 | Kitt Peak     | Spacewatch          | Brangane  | MPC                           |
| 391273            | 2006 SV118 | 24 set 2006 | Kitt Peak     | Spacewatch          | —         | MPC                           |
| 391274            | 2006 SW130 | 15 set 2006 | Kitt Peak     | Spacewatch          | —         | MPC                           |
| 391275            | 2006 SJ134 | 26 set 2006 | Siding Spring | SSS                 | —         | MPC                           |
| 391276            | 2006 SJ146 | 19 set 2006 | Kitt Peak     | Spacewatch          | Ursula    | MPC                           |
| 391277            | 2006 SL148 | 19 set 2006 | Kitt Peak     | Spacewatch          | —         | MPC                           |
| 391278            | 2006 SU150 | 19 set 2006 | Kitt Peak     | Spacewatch          | —         | MPC                           |
| 391279            | 2006 SA165 | 17 set 2006 | Catalina      | CSS                 | —         | MPC                           |
| 391280            | 2006 SL168 | 25 set 2006 | Kitt Peak     | Spacewatch          | —         | MPC                           |
| 391281            | 2006 SR171 | 17 set 2006 | Kitt Peak     | Spacewatch          | —         | MPC                           |
| 391282            | 2006 SV179 | 25 set 2006 | Kitt Peak     | Spacewatch          | —         | MPC                           |
| 391283            | 2006 ST188 | 26 set 2006 | Catalina      | CSS                 | —         | MPC                           |
| 391284            | 2006 SM194 | 26 set 2006 | Kitt Peak     | Spacewatch          | —         | MPC                           |
| 391285            | 2006 SQ219 | 23 set 2006 | Kitt Peak     | Spacewatch          | —         | MPC                           |
| 391286            | 2006 SF229 | 26 set 2006 | Kitt Peak     | Spacewatch          | Maria     | MPC                           |
| 391287            | 2006 SH230 | 26 set 2006 | Socorro       | LINEAR              | —         | MPC                           |
| 391288            | 2006 SB231 | 17 set 2006 | Kitt Peak     | Spacewatch          | —         | MPC                           |
| 391289            | 2006 SP260 | 26 set 2006 | Mount Lemmon  | Mount Lemmon Survey | —         | MPC                           |
| 391290            | 2006 SB265 | 26 set 2006 | Kitt Peak     | Spacewatch          | —         | MPC                           |
| 391291            | 2006 SB269 | 26 set 2006 | Kitt Peak     | Spacewatch          | —         | MPC                           |
| 391292            | 2006 SP293 | 25 set 2006 | Kitt Peak     | Spacewatch          | —         | MPC                           |
| 391293            | 2006 SD298 | 25 set 2006 | Mount Lemmon  | Mount Lemmon Survey | —         | MPC                           |
| 391294            | 2006 SB300 | 18 set 2006 | Anderson Mesa | LONEOS              | —         | MPC                           |
| 391295            | 2006 SD303 | 19 abr 2004 | Kitt Peak     | Spacewatch          | Maria     | MPC                           |
| 391296            | 2006 SZ309 | 27 set 2006 | Kitt Peak     | Spacewatch          | —         | MPC                           |
| 391297            | 2006 SA317 | 27 set 2006 | Kitt Peak     | Spacewatch          | —         | MPC                           |
| 391298            | 2006 SU321 | 11 abr 2003 | Kitt Peak     | Spacewatch          | —         | MPC                           |
| 391299            | 2006 SF325 | 19 set 2006 | Kitt Peak     | Spacewatch          | —         | MPC                           |
| 391300            | 2006 SH360 | 30 set 2006 | Mount Lemmon  | Mount Lemmon Survey | —         | MPC                           |

## 391301–391400
| Designação | Designação | Descoberta  | Descoberta     | Descobridor(es)     | Categoria | Mais informações / Referência |
| Permanente | Provisória | Data        | Local          | Descobridor(es)     | Categoria | Mais informações / Referência |
| ---------- | ---------- | ----------- | -------------- | ------------------- | --------- | ----------------------------- |
| 391301     | 2006 SP375 | 17 set 2006 | Apache Point   | A. C. Becker        | —         | MPC                           |
| 391302     | 2006 SJ378 | 18 set 2006 | Apache Point   | A. C. Becker        | Brangane  | MPC                           |
| 391303     | 2006 SQ379 | 20 set 2006 | Apache Point   | A. C. Becker        | —         | MPC                           |
| 391304     | 2006 SV384 | 29 set 2006 | Apache Point   | A. C. Becker        | —         | MPC                           |
| 391305     | 2006 SJ385 | 29 set 2006 | Apache Point   | A. C. Becker        | —         | MPC                           |
| 391306     | 2006 ST401 | 30 set 2006 | Mount Lemmon   | Mount Lemmon Survey | —         | MPC                           |
| 391307     | 2006 SK402 | 25 set 2006 | Mount Lemmon   | Mount Lemmon Survey | Brangane  | MPC                           |
| 391308     | 2006 SS409 | 18 set 2006 | Kitt Peak      | Spacewatch          | —         | MPC                           |
| 391309     | 2006 TN16  | 18 set 2006 | Kitt Peak      | Spacewatch          | —         | MPC                           |
| 391310     | 2006 TM25  | 25 set 2006 | Mount Lemmon   | Mount Lemmon Survey | —         | MPC                           |
| 391311     | 2006 TL26  | 4 out 2006  | Mount Lemmon   | Mount Lemmon Survey | —         | MPC                           |
| 391312     | 2006 TM41  | 25 set 2006 | Mount Lemmon   | Mount Lemmon Survey | —         | MPC                           |
| 391313     | 2006 TL44  | 12 out 2006 | Kitt Peak      | Spacewatch          | —         | MPC                           |
| 391314     | 2006 TY53  | 12 out 2006 | Kitt Peak      | Spacewatch          | —         | MPC                           |
| 391315     | 2006 TT69  | 11 out 2006 | Palomar        | NEAT                | —         | MPC                           |
| 391316     | 2006 TD76  | 11 out 2006 | Palomar        | NEAT                | —         | MPC                           |
| 391317     | 2006 TN80  | 13 out 2006 | Kitt Peak      | Spacewatch          | —         | MPC                           |
| 391318     | 2006 TB82  | 13 out 2006 | Kitt Peak      | Spacewatch          | —         | MPC                           |
| 391319     | 2006 TX82  | 13 out 2006 | Kitt Peak      | Spacewatch          | —         | MPC                           |
| 391320     | 2006 TS83  | 13 out 2006 | Kitt Peak      | Spacewatch          | Brangane  | MPC                           |
| 391321     | 2006 TD86  | 13 out 2006 | Kitt Peak      | Spacewatch          | —         | MPC                           |
| 391322     | 2006 TJ87  | 2 out 2006  | Mount Lemmon   | Mount Lemmon Survey | —         | MPC                           |
| 391323     | 2006 TL101 | 15 out 2006 | Kitt Peak      | Spacewatch          | —         | MPC                           |
| 391324     | 2006 TC103 | 15 out 2006 | Kitt Peak      | Spacewatch          | —         | MPC                           |
| 391325     | 2006 TY108 | 2 out 2006  | Kitt Peak      | Spacewatch          | Brangane  | MPC                           |
| 391326     | 2006 TC115 | 1 out 2006  | Apache Point   | A. C. Becker        | —         | MPC                           |
| 391327     | 2006 TG116 | 2 out 2006  | Apache Point   | A. C. Becker        | —         | MPC                           |
| 391328     | 2006 TB120 | 12 out 2006 | Apache Point   | A. C. Becker        | Brangane  | MPC                           |
| 391329     | 2006 TM120 | 12 out 2006 | Apache Point   | A. C. Becker        | —         | MPC                           |
| 391330     | 2006 TA126 | 2 out 2006  | Mount Lemmon   | Mount Lemmon Survey | —         | MPC                           |
| 391331     | 2006 UY5   | 16 out 2006 | Kitt Peak      | Spacewatch          | —         | MPC                           |
| 391332     | 2006 UP12  | 2 out 2006  | Mount Lemmon   | Mount Lemmon Survey | —         | MPC                           |
| 391333     | 2006 UH15  | 17 out 2006 | Mount Lemmon   | Mount Lemmon Survey | —         | MPC                           |
| 391334     | 2006 UW18  | 16 out 2006 | Kitt Peak      | Spacewatch          | Ursula    | MPC                           |
| 391335     | 2006 UZ29  | 16 out 2006 | Kitt Peak      | Spacewatch          | —         | MPC                           |
| 391336     | 2006 UU45  | 16 out 2006 | Kitt Peak      | Spacewatch          | Brangane  | MPC                           |
| 391337     | 2006 UH65  | 25 set 2006 | Kitt Peak      | Spacewatch          | —         | MPC                           |
| 391338     | 2006 UB79  | 17 out 2006 | Kitt Peak      | Spacewatch          | —         | MPC                           |
| 391339     | 2006 UV87  | 17 out 2006 | Mount Lemmon   | Mount Lemmon Survey | —         | MPC                           |
| 391340     | 2006 UE92  | 18 out 2006 | Kitt Peak      | Spacewatch          | Ursula    | MPC                           |
| 391341     | 2006 UY97  | 2 out 2006  | Mount Lemmon   | Mount Lemmon Survey | —         | MPC                           |
| 391342     | 2006 UT102 | 18 out 2006 | Kitt Peak      | Spacewatch          | —         | MPC                           |
| 391343     | 2006 UE103 | 2 out 2006  | Mount Lemmon   | Mount Lemmon Survey | —         | MPC                           |
| 391344     | 2006 UG118 | 26 set 2006 | Mount Lemmon   | Mount Lemmon Survey | —         | MPC                           |
| 391345     | 2006 US118 | 18 set 2006 | Kitt Peak      | Spacewatch          | —         | MPC                           |
| 391346     | 2006 UO157 | 21 out 2006 | Mount Lemmon   | Mount Lemmon Survey | Brangane  | MPC                           |
| 391347     | 2006 UH177 | 17 set 1995 | Kitt Peak      | Spacewatch          | —         | MPC                           |
| 391348     | 2006 UN214 | 23 out 2006 | Kitt Peak      | Spacewatch          | —         | MPC                           |
| 391349     | 2006 UE217 | 28 out 2006 | Jornada        | D. S. Dixon         | —         | MPC                           |
| 391350     | 2006 UG222 | 17 out 2006 | Catalina       | CSS                 | Maria     | MPC                           |
| 391351     | 2006 UP226 | 20 out 2006 | Palomar        | NEAT                | —         | MPC                           |
| 391352     | 2006 UY228 | 3 out 2006  | Mount Lemmon   | Mount Lemmon Survey | —         | MPC                           |
| 391353     | 2006 UB256 | 27 set 2006 | Mount Lemmon   | Mount Lemmon Survey | —         | MPC                           |
| 391354     | 2006 UC257 | 28 out 2006 | Kitt Peak      | Spacewatch          | Ursula    | MPC                           |
| 391355     | 2006 UJ267 | 27 out 2006 | Mount Lemmon   | Mount Lemmon Survey | —         | MPC                           |
| 391356     | 2006 UN290 | 18 out 2006 | Kitt Peak      | Spacewatch          | —         | MPC                           |
| 391357     | 2006 US306 | 30 set 2006 | Mount Lemmon   | Mount Lemmon Survey | —         | MPC                           |
| 391358     | 2006 UX314 | 19 out 2006 | Kitt Peak      | M. W. Buie          | —         | MPC                           |
| 391359     | 2006 UK332 | 21 out 2006 | Apache Point   | A. C. Becker        | —         | MPC                           |
| 391360     | 2006 UQ333 | 22 out 2006 | Apache Point   | A. C. Becker        | —         | MPC                           |
| 391361     | 2006 VZ10  | 11 nov 2006 | Mount Lemmon   | Mount Lemmon Survey | —         | MPC                           |
| 391362     | 2006 VJ11  | 16 out 2006 | Kitt Peak      | Spacewatch          | —         | MPC                           |
| 391363     | 2006 VF36  | 11 nov 2006 | Mount Lemmon   | Mount Lemmon Survey | —         | MPC                           |
| 391364     | 2006 VG53  | 11 nov 2006 | Kitt Peak      | Spacewatch          | —         | MPC                           |
| 391365     | 2006 VL57  | 21 out 2006 | Mount Lemmon   | Mount Lemmon Survey | —         | MPC                           |
| 391366     | 2006 VV71  | 11 nov 2006 | Mount Lemmon   | Mount Lemmon Survey | —         | MPC                           |
| 391367     | 2006 VM105 | 13 nov 2006 | Kitt Peak      | Spacewatch          | —         | MPC                           |
| 391368     | 2006 VN122 | 14 nov 2006 | Kitt Peak      | Spacewatch          | Ursula    | MPC                           |
| 391369     | 2006 VO130 | 15 nov 2006 | Kitt Peak      | Spacewatch          | —         | MPC                           |
| 391370     | 2006 VO131 | 15 nov 2006 | Kitt Peak      | Spacewatch          | —         | MPC                           |
| 391371     | 2006 VM170 | 15 nov 2006 | Kitt Peak      | Spacewatch          | —         | MPC                           |
| 391372     | 2006 VQ171 | 1 nov 2006  | Kitt Peak      | Spacewatch          | Brangane  | MPC                           |
| 391373     | 2006 WJ4   | 20 nov 2006 | Great Shefford | P. Birtwhistle      | —         | MPC                           |
| 391374     | 2006 WM12  | 16 nov 2006 | Kitt Peak      | Spacewatch          | —         | MPC                           |
| 391375     | 2006 WG14  | 16 nov 2006 | Mount Lemmon   | Mount Lemmon Survey | Brangane  | MPC                           |
| 391376     | 2006 WV21  | 17 nov 2006 | Mount Lemmon   | Mount Lemmon Survey | —         | MPC                           |
| 391377     | 2006 WM23  | 17 nov 2006 | Mount Lemmon   | Mount Lemmon Survey | Brangane  | MPC                           |
| 391378     | 2006 WC44  | 28 set 2006 | Mount Lemmon   | Mount Lemmon Survey | —         | MPC                           |
| 391379     | 2006 WP62  | 17 nov 2006 | Mount Lemmon   | Mount Lemmon Survey | —         | MPC                           |
| 391380     | 2006 WY94  | 19 nov 2006 | Kitt Peak      | Spacewatch          | —         | MPC                           |
| 391381     | 2006 WO97  | 19 nov 2006 | Kitt Peak      | Spacewatch          | —         | MPC                           |
| 391382     | 2006 WS108 | 11 nov 2006 | Mount Lemmon   | Mount Lemmon Survey | —         | MPC                           |
| 391383     | 2006 WK111 | 19 nov 2006 | Kitt Peak      | Spacewatch          | —         | MPC                           |
| 391384     | 2006 WN134 | 18 nov 2006 | Mount Lemmon   | Mount Lemmon Survey | —         | MPC                           |
| 391385     | 2006 WR138 | 19 nov 2006 | Catalina       | CSS                 | —         | MPC                           |
| 391386     | 2006 WK149 | 20 nov 2006 | Kitt Peak      | Spacewatch          | —         | MPC                           |
| 391387     | 2006 WJ164 | 23 nov 2006 | Kitt Peak      | Spacewatch          | —         | MPC                           |
| 391388     | 2006 WP164 | 20 out 2006 | Mount Lemmon   | Mount Lemmon Survey | Brangane  | MPC                           |
| 391389     | 2006 WD171 | 31 out 2006 | Mount Lemmon   | Mount Lemmon Survey | —         | MPC                           |
| 391390     | 2006 WR173 | 23 nov 2006 | Mount Lemmon   | Mount Lemmon Survey | —         | MPC                           |
| 391391     | 2006 WW186 | 23 nov 2006 | Mount Lemmon   | Mount Lemmon Survey | —         | MPC                           |
| 391392     | 2006 XU32  | 10 nov 2006 | Kitt Peak      | Spacewatch          | Brangane  | MPC                           |
| 391393     | 2006 YG22  | 21 dez 2006 | Mount Lemmon   | Mount Lemmon Survey | —         | MPC                           |
| 391394     | 2007 AW22  | 13 dez 2006 | Mount Lemmon   | Mount Lemmon Survey | —         | MPC                           |
| 391395     | 2007 AY22  | 10 jan 2007 | Mount Lemmon   | Mount Lemmon Survey | —         | MPC                           |
| 391396     | 2007 BY5   | 17 jan 2007 | Palomar        | NEAT                | —         | MPC                           |
| 391397     | 2007 BW8   | 16 mar 2004 | Kitt Peak      | Spacewatch          | —         | MPC                           |
| 391398     | 2007 BZ11  | 17 jan 2007 | Kitt Peak      | Spacewatch          | —         | MPC                           |
| 391399     | 2007 BH20  | 10 jan 2007 | Kitt Peak      | Spacewatch          | —         | MPC                           |
| 391400     | 2007 BC38  | 13 abr 2004 | Kitt Peak      | Spacewatch          | —         | MPC                           |

## 391401–391500
| Designação | Designação | Descoberta  | Descoberta    | Descobridor(es)       | Categoria | Mais informações / Referência |
| Permanente | Provisória | Data        | Local         | Descobridor(es)       | Categoria | Mais informações / Referência |
| ---------- | ---------- | ----------- | ------------- | --------------------- | --------- | ----------------------------- |
| 391401     | 2007 BK65  | 27 jan 2007 | Mount Lemmon  | Mount Lemmon Survey   | —         | MPC                           |
| 391402     | 2007 CP2   | 6 fev 2007  | Kitt Peak     | Spacewatch            | —         | MPC                           |
| 391403     | 2007 CP4   | 6 fev 2007  | Mount Lemmon  | Mount Lemmon Survey   | —         | MPC                           |
| 391404     | 2007 CA22  | 6 fev 2007  | Palomar       | NEAT                  | —         | MPC                           |
| 391405     | 2007 CR28  | 6 fev 2007  | Mount Lemmon  | Mount Lemmon Survey   | —         | MPC                           |
| 391406     | 2007 CG45  | 8 fev 2007  | Palomar       | NEAT                  | —         | MPC                           |
| 391407     | 2007 CL62  | 13 fev 2007 | Socorro       | LINEAR                | —         | MPC                           |
| 391408     | 2007 DU6   | 17 fev 2007 | Mount Lemmon  | Mount Lemmon Survey   | —         | MPC                           |
| 391409     | 2007 DK17  | 17 fev 2007 | Kitt Peak     | Spacewatch            | —         | MPC                           |
| 391410     | 2007 DS19  | 17 fev 2007 | Kitt Peak     | Spacewatch            | —         | MPC                           |
| 391411     | 2007 DS23  | 17 fev 2007 | Kitt Peak     | Spacewatch            | —         | MPC                           |
| 391412     | 2007 DG26  | 17 fev 2007 | Kitt Peak     | Spacewatch            | —         | MPC                           |
| 391413     | 2007 DB29  | 17 fev 2007 | Kitt Peak     | Spacewatch            | —         | MPC                           |
| 391414     | 2007 DH31  | 17 fev 2007 | Kitt Peak     | Spacewatch            | —         | MPC                           |
| 391415     | 2007 DH33  | 17 fev 2007 | Kitt Peak     | Spacewatch            | —         | MPC                           |
| 391416     | 2007 DR72  | 21 fev 2007 | Kitt Peak     | Spacewatch            | —         | MPC                           |
| 391417     | 2007 DE76  | 21 fev 2007 | Kitt Peak     | Spacewatch            | —         | MPC                           |
| 391418     | 2007 DJ76  | 21 fev 2007 | Kitt Peak     | Spacewatch            | —         | MPC                           |
| 391419     | 2007 DY86  | 23 fev 2007 | Mount Lemmon  | Mount Lemmon Survey   | —         | MPC                           |
| 391420     | 2007 DT93  | 23 fev 2007 | Kitt Peak     | Spacewatch            | —         | MPC                           |
| 391421     | 2007 DH99  | 25 fev 2007 | Mount Lemmon  | Mount Lemmon Survey   | —         | MPC                           |
| 391422     | 2007 DT112 | 26 fev 2007 | Mount Lemmon  | Mount Lemmon Survey   | Mitidika  | MPC                           |
| 391423     | 2007 EK11  | 8 fev 2007  | Kitt Peak     | Spacewatch            | —         | MPC                           |
| 391424     | 2007 EC12  | 9 mar 2007  | Catalina      | CSS                   | —         | MPC                           |
| 391425     | 2007 EH25  | 10 mar 2007 | Mount Lemmon  | Mount Lemmon Survey   | —         | MPC                           |
| 391426     | 2007 EY27  | 9 mar 2007  | Catalina      | CSS                   | —         | MPC                           |
| 391427     | 2007 EU32  | 10 mar 2007 | Kitt Peak     | Spacewatch            | —         | MPC                           |
| 391428     | 2007 EP43  | 9 mar 2007  | Kitt Peak     | Spacewatch            | —         | MPC                           |
| 391429     | 2007 EZ54  | 1 nov 2005  | Mount Lemmon  | Mount Lemmon Survey   | —         | MPC                           |
| 391430     | 2007 EO64  | 10 mar 2007 | Mount Lemmon  | Mount Lemmon Survey   | —         | MPC                           |
| 391431     | 2007 EG69  | 10 mar 2007 | Kitt Peak     | Spacewatch            | —         | MPC                           |
| 391432     | 2007 EL70  | 10 mar 2007 | Kitt Peak     | Spacewatch            | —         | MPC                           |
| 391433     | 2007 ED71  | 10 mar 2007 | Kitt Peak     | Spacewatch            | —         | MPC                           |
| 391434     | 2007 ER92  | 10 mar 2007 | Mount Lemmon  | Mount Lemmon Survey   | —         | MPC                           |
| 391435     | 2007 ER99  | 11 mar 2007 | Kitt Peak     | Spacewatch            | —         | MPC                           |
| 391436     | 2007 EL102 | 11 mar 2007 | Kitt Peak     | Spacewatch            | —         | MPC                           |
| 391437     | 2007 EE118 | 13 mar 2007 | Mount Lemmon  | Mount Lemmon Survey   | —         | MPC                           |
| 391438     | 2007 ES129 | 23 fev 2007 | Mount Lemmon  | Mount Lemmon Survey   | —         | MPC                           |
| 391439     | 2007 EP148 | 12 mar 2007 | Mount Lemmon  | Mount Lemmon Survey   | —         | MPC                           |
| 391440     | 2007 EZ149 | 26 fev 2007 | Mount Lemmon  | Mount Lemmon Survey   | —         | MPC                           |
| 391441     | 2007 ES168 | 13 mar 2007 | Kitt Peak     | Spacewatch            | —         | MPC                           |
| 391442     | 2007 EW173 | 14 mar 2007 | Kitt Peak     | Spacewatch            | —         | MPC                           |
| 391443     | 2007 EW178 | 14 mar 2007 | Kitt Peak     | Spacewatch            | —         | MPC                           |
| 391444     | 2007 EF190 | 13 mar 2007 | Mount Lemmon  | Mount Lemmon Survey   | —         | MPC                           |
| 391445     | 2007 EU195 | 15 mar 2007 | Mount Lemmon  | Mount Lemmon Survey   | Juno      | MPC                           |
| 391446     | 2007 EV199 | 9 mar 2007  | Catalina      | CSS                   | —         | MPC                           |
| 391447     | 2007 EZ206 | 14 mar 2007 | Anderson Mesa | LONEOS                | —         | MPC                           |
| 391448     | 2007 ET215 | 12 mar 2007 | Catalina      | CSS                   | —         | MPC                           |
| 391449     | 2007 FL1   | 17 mar 2007 | Catalina      | CSS                   | —         | MPC                           |
| 391450     | 2007 FC4   | 18 mar 2007 | Nyukasa       | Mount Nyukasa Stn.    | —         | MPC                           |
| 391451     | 2007 FE20  | 23 mar 2007 | Siding Spring | SSS                   | —         | MPC                           |
| 391452     | 2007 FA32  | 20 mar 2007 | Kitt Peak     | Spacewatch            | —         | MPC                           |
| 391453     | 2007 FB33  | 20 mar 2007 | Kitt Peak     | Spacewatch            | —         | MPC                           |
| 391454     | 2007 GS13  | 11 abr 2007 | Kitt Peak     | Spacewatch            | —         | MPC                           |
| 391455     | 2007 GA15  | 11 abr 2007 | Mount Lemmon  | Mount Lemmon Survey   | —         | MPC                           |
| 391456     | 2007 GQ20  | 11 abr 2007 | Mount Lemmon  | Mount Lemmon Survey   | —         | MPC                           |
| 391457     | 2007 GS39  | 14 abr 2007 | Kitt Peak     | Spacewatch            | —         | MPC                           |
| 391458     | 2007 GG48  | 14 abr 2007 | Kitt Peak     | Spacewatch            | —         | MPC                           |
| 391459     | 2007 GY48  | 14 abr 2007 | Kitt Peak     | Spacewatch            | —         | MPC                           |
| 391460     | 2007 GH52  | 14 abr 2007 | Kitt Peak     | Spacewatch            | —         | MPC                           |
| 391461     | 2007 GY53  | 14 abr 2007 | Kitt Peak     | Spacewatch            | —         | MPC                           |
| 391462     | 2007 GB57  | 15 abr 2007 | Kitt Peak     | Spacewatch            | —         | MPC                           |
| 391463     | 2007 GM60  | 15 abr 2007 | Kitt Peak     | Spacewatch            | —         | MPC                           |
| 391464     | 2007 GN70  | 15 abr 2007 | Mount Lemmon  | Mount Lemmon Survey   | —         | MPC                           |
| 391465     | 2007 GF71  | 26 mar 2007 | Kitt Peak     | Spacewatch            | —         | MPC                           |
| 391466     | 2007 GW73  | 15 abr 2007 | Kitt Peak     | Spacewatch            | —         | MPC                           |
| 391467     | 2007 GJ76  | 1 out 2005  | Mount Lemmon  | Mount Lemmon Survey   | —         | MPC                           |
| 391468     | 2007 HP23  | 18 abr 2007 | Kitt Peak     | Spacewatch            | —         | MPC                           |
| 391469     | 2007 HA25  | 18 abr 2007 | Kitt Peak     | Spacewatch            | Mitidika  | MPC                           |
| 391470     | 2007 HK27  | 13 mar 2007 | Mount Lemmon  | Mount Lemmon Survey   | —         | MPC                           |
| 391471     | 2007 HA28  | 18 abr 2007 | Kitt Peak     | Spacewatch            | Mitidika  | MPC                           |
| 391472     | 2007 HB29  | 19 abr 2007 | Mount Lemmon  | Mount Lemmon Survey   | —         | MPC                           |
| 391473     | 2007 HE29  | 19 abr 2007 | Mount Lemmon  | Mount Lemmon Survey   | —         | MPC                           |
| 391474     | 2007 HN29  | 19 abr 2007 | Mount Lemmon  | Mount Lemmon Survey   | —         | MPC                           |
| 391475     | 2007 HH30  | 9 mar 2007  | Kitt Peak     | Spacewatch            | —         | MPC                           |
| 391476     | 2007 HU38  | 20 abr 2007 | Mount Lemmon  | Mount Lemmon Survey   | —         | MPC                           |
| 391477     | 2007 HF61  | 17 out 2001 | Kitt Peak     | Spacewatch            | —         | MPC                           |
| 391478     | 2007 HH66  | 22 abr 2007 | Mount Lemmon  | Mount Lemmon Survey   | —         | MPC                           |
| 391479     | 2007 HK69  | 24 mar 2003 | Kitt Peak     | Spacewatch            | —         | MPC                           |
| 391480     | 2007 HK78  | 21 jan 1993 | Kitt Peak     | Spacewatch            | —         | MPC                           |
| 391481     | 2007 HK85  | 4 dez 2005  | Kitt Peak     | Spacewatch            | —         | MPC                           |
| 391482     | 2007 HG96  | 19 abr 2007 | Kitt Peak     | Spacewatch            | —         | MPC                           |
| 391483     | 2007 JY    | 6 mai 2007  | Kitt Peak     | Spacewatch            | —         | MPC                           |
| 391484     | 2007 JQ11  | 7 mai 2007  | Kitt Peak     | Spacewatch            | —         | MPC                           |
| 391485     | 2007 JV13  | 9 mai 2007  | Mount Lemmon  | Mount Lemmon Survey   | —         | MPC                           |
| 391486     | 2007 JB17  | 7 mai 2007  | Kitt Peak     | Spacewatch            | —         | MPC                           |
| 391487     | 2007 JK25  | 4 dez 2005  | Kitt Peak     | Spacewatch            | —         | MPC                           |
| 391488     | 2007 JE35  | 11 mai 2007 | Siding Spring | SSS                   | —         | MPC                           |
| 391489     | 2007 LG3   | 8 jun 2007  | Catalina      | CSS                   | —         | MPC                           |
| 391490     | 2007 LZ3   | 8 jun 2007  | Kitt Peak     | Spacewatch            | —         | MPC                           |
| 391491     | 2007 LR26  | 14 jun 2007 | Kitt Peak     | Spacewatch            | —         | MPC                           |
| 391492     | 2007 MS20  | 24 jun 2007 | Tiki          | S. F. Hönig, N. Teamo | —         | MPC                           |
| 391493     | 2007 OJ7   | 21 jul 2007 | Siding Spring | SSS                   | —         | MPC                           |
| 391494     | 2007 OF10  | 18 jul 2007 | Mount Lemmon  | Mount Lemmon Survey   | —         | MPC                           |
| 391495     | 2007 OV10  | 18 jul 2007 | Mount Lemmon  | Mount Lemmon Survey   | —         | MPC                           |
| 391496     | 2007 PG9   | 11 ago 2007 | Shenton Park  | P. Luckas             | —         | MPC                           |
| 391497     | 2007 PP13  | 8 ago 2007  | Socorro       | LINEAR                | —         | MPC                           |
| 391498     | 2007 PO14  | 8 ago 2007  | Socorro       | LINEAR                | —         | MPC                           |
| 391499     | 2007 PG21  | 9 ago 2007  | Socorro       | LINEAR                | Eos       | MPC                           |
| 391500     | 2007 PF32  | 8 ago 2007  | Socorro       | LINEAR                | —         | MPC                           |

## 391501–391600
| Designação | Designação | Descoberta  | Descoberta        | Descobridor(es)       | Categoria | Mais informações / Referência |
| Permanente | Provisória | Data        | Local             | Descobridor(es)       | Categoria | Mais informações / Referência |
| ---------- | ---------- | ----------- | ----------------- | --------------------- | --------- | ----------------------------- |
| 391501     | 2007 PV34  | 9 ago 2007  | Kitt Peak         | Spacewatch            | —         | MPC                           |
| 391502     | 2007 PL43  | 10 ago 2007 | Kitt Peak         | Spacewatch            | Phocaea   | MPC                           |
| 391503     | 2007 PU45  | 9 ago 2007  | Kitt Peak         | Spacewatch            | —         | MPC                           |
| 391504     | 2007 RP2   | 2 set 2007  | Mount Lemmon      | Mount Lemmon Survey   | —         | MPC                           |
| 391505     | 2007 RC8   | 22 jan 2006 | Catalina          | CSS                   | —         | MPC                           |
| 391506     | 2007 RW9   | 5 set 2007  | Siding Spring     | K. Sárneczky, L. Kiss | Juno      | MPC                           |
| 391507     | 2007 RP13  | 11 set 2007 | Goodricke-Pigott  | R. A. Tucker          | —         | MPC                           |
| 391508     | 2007 RV17  | 13 set 2007 | Mount Lemmon      | Mount Lemmon Survey   | —         | MPC                           |
| 391509     | 2007 RS56  | 9 set 2007  | Kitt Peak         | Spacewatch            | —         | MPC                           |
| 391510     | 2007 RV61  | 10 ago 2007 | Kitt Peak         | Spacewatch            | —         | MPC                           |
| 391511     | 2007 RK69  | 10 set 2007 | Kitt Peak         | Spacewatch            | —         | MPC                           |
| 391512     | 2007 RJ96  | 10 set 2007 | Kitt Peak         | Spacewatch            | —         | MPC                           |
| 391513     | 2007 RG97  | 10 set 2007 | Mount Lemmon      | Mount Lemmon Survey   | —         | MPC                           |
| 391514     | 2007 RR116 | 11 set 2007 | Kitt Peak         | Spacewatch            | —         | MPC                           |
| 391515     | 2007 RY123 | 12 set 2007 | Catalina          | CSS                   | —         | MPC                           |
| 391516     | 2007 RG137 | 14 set 2007 | Mount Lemmon      | Mount Lemmon Survey   | —         | MPC                           |
| 391517     | 2007 RP163 | 10 set 2007 | Kitt Peak         | Spacewatch            | —         | MPC                           |
| 391518     | 2007 RG164 | 10 set 2007 | Kitt Peak         | Spacewatch            | —         | MPC                           |
| 391519     | 2007 RX171 | 10 set 2007 | Kitt Peak         | Spacewatch            | —         | MPC                           |
| 391520     | 2007 RZ177 | 10 set 2007 | Kitt Peak         | Spacewatch            | —         | MPC                           |
| 391521     | 2007 RD178 | 10 set 2007 | Kitt Peak         | Spacewatch            | —         | MPC                           |
| 391522     | 2007 RX179 | 10 set 2007 | Mount Lemmon      | Mount Lemmon Survey   | —         | MPC                           |
| 391523     | 2007 RH192 | 12 set 2007 | Catalina          | CSS                   | —         | MPC                           |
| 391524     | 2007 RM199 | 13 set 2007 | Kitt Peak         | Spacewatch            | —         | MPC                           |
| 391525     | 2007 RM208 | 10 set 2007 | Kitt Peak         | Spacewatch            | —         | MPC                           |
| 391526     | 2007 RV215 | 12 set 2007 | Kitt Peak         | Spacewatch            | —         | MPC                           |
| 391527     | 2007 RA222 | 14 set 2007 | Mount Lemmon      | Mount Lemmon Survey   | —         | MPC                           |
| 391528     | 2007 RF233 | 12 set 2007 | Catalina          | CSS                   | —         | MPC                           |
| 391529     | 2007 RK269 | 16 fev 2001 | Socorro           | LINEAR                | —         | MPC                           |
| 391530     | 2007 RO279 | 14 ago 2007 | Siding Spring     | SSS                   | —         | MPC                           |
| 391531     | 2007 RV281 | 1 set 2007  | Siding Spring     | SSS                   | —         | MPC                           |
| 391532     | 2007 RK282 | 8 set 2007  | Cerro Tololo      | L. H. Wasserman       | Eos       | MPC                           |
| 391533     | 2007 RJ297 | 10 set 2007 | Kitt Peak         | Spacewatch            | —         | MPC                           |
| 391534     | 2007 RJ299 | 9 set 2007  | Mount Lemmon      | Mount Lemmon Survey   | —         | MPC                           |
| 391535     | 2007 RY300 | 12 set 2007 | Mount Lemmon      | Mount Lemmon Survey   | —         | MPC                           |
| 391536     | 2007 RC309 | 10 set 2007 | Mount Lemmon      | Mount Lemmon Survey   | Vesta     | MPC                           |
| 391537     | 2007 RP309 | 12 set 2007 | Catalina          | CSS                   | —         | MPC                           |
| 391538     | 2007 RN321 | 14 set 2007 | Socorro           | LINEAR                | —         | MPC                           |
| 391539     | 2007 RT323 | 11 set 2007 | Mount Lemmon      | Mount Lemmon Survey   | —         | MPC                           |
| 391540     | 2007 RT324 | 11 set 2007 | Mount Lemmon      | Mount Lemmon Survey   | —         | MPC                           |
| 391541     | 2007 SB14  | 20 set 2007 | Catalina          | CSS                   | —         | MPC                           |
| 391542     | 2007 SA19  | 25 set 2007 | Mount Lemmon      | Mount Lemmon Survey   | Juno      | MPC                           |
| 391543     | 2007 SQ19  | 25 set 2007 | Mount Lemmon      | Mount Lemmon Survey   | —         | MPC                           |
| 391544     | 2007 SU19  | 25 set 2007 | Mount Lemmon      | Mount Lemmon Survey   | —         | MPC                           |
| 391545     | 2007 TB1   | 4 out 2007  | Siding Spring     | SSS                   | Juno      | MPC                           |
| 391546     | 2007 TL7   | 7 out 2007  | Altschwendt       | W. Ries               | —         | MPC                           |
| 391547     | 2007 TR13  | 6 out 2007  | Socorro           | LINEAR                | Phocaea   | MPC                           |
| 391548     | 2007 TD27  | 14 set 2007 | Mount Lemmon      | Mount Lemmon Survey   | —         | MPC                           |
| 391549     | 2007 TR33  | 25 mar 2006 | Kitt Peak         | Spacewatch            | —         | MPC                           |
| 391550     | 2007 TT48  | 4 out 2007  | Kitt Peak         | Spacewatch            | Maria     | MPC                           |
| 391551     | 2007 TR49  | 4 out 2007  | Kitt Peak         | Spacewatch            | —         | MPC                           |
| 391552     | 2007 TA56  | 4 out 2007  | Kitt Peak         | Spacewatch            | —         | MPC                           |
| 391553     | 2007 TT59  | 14 set 2007 | Kitt Peak         | Spacewatch            | —         | MPC                           |
| 391554     | 2007 TW60  | 6 out 2007  | Kitt Peak         | Spacewatch            | —         | MPC                           |
| 391555     | 2007 TZ61  | 7 out 2007  | Mount Lemmon      | Mount Lemmon Survey   | —         | MPC                           |
| 391556     | 2007 TU65  | 9 out 2007  | Socorro           | LINEAR                | —         | MPC                           |
| 391557     | 2007 TQ71  | 13 out 2007 | Bergisch Gladbach | W. Bickel             | —         | MPC                           |
| 391558     | 2007 TF81  | 7 out 2007  | Mount Lemmon      | Mount Lemmon Survey   | —         | MPC                           |
| 391559     | 2007 TX98  | 8 out 2007  | Mount Lemmon      | Mount Lemmon Survey   | —         | MPC                           |
| 391560     | 2007 TM112 | 17 out 1996 | Kitt Peak         | Spacewatch            | —         | MPC                           |
| 391561     | 2007 TH129 | 6 out 2007  | Kitt Peak         | Spacewatch            | —         | MPC                           |
| 391562     | 2007 TB134 | 7 out 2007  | Mount Lemmon      | Mount Lemmon Survey   | Themis    | MPC                           |
| 391563     | 2007 TN134 | 11 mai 2005 | Mount Lemmon      | Mount Lemmon Survey   | —         | MPC                           |
| 391564     | 2007 TT154 | 9 out 2007  | Socorro           | LINEAR                | —         | MPC                           |
| 391565     | 2007 TM162 | 11 out 2007 | Socorro           | LINEAR                | —         | MPC                           |
| 391566     | 2007 TH191 | 24 ago 2007 | Kitt Peak         | Spacewatch            | —         | MPC                           |
| 391567     | 2007 TZ200 | 8 out 2007  | Kitt Peak         | Spacewatch            | —         | MPC                           |
| 391568     | 2007 TY203 | 8 out 2007  | Mount Lemmon      | Mount Lemmon Survey   | —         | MPC                           |
| 391569     | 2007 TJ218 | 7 out 2007  | Kitt Peak         | Spacewatch            | —         | MPC                           |
| 391570     | 2007 TS220 | 8 out 2007  | Kitt Peak         | Spacewatch            | —         | MPC                           |
| 391571     | 2007 TW228 | 8 out 2007  | Kitt Peak         | Spacewatch            | —         | MPC                           |
| 391572     | 2007 TO233 | 14 set 2007 | Mount Lemmon      | Mount Lemmon Survey   | —         | MPC                           |
| 391573     | 2007 TA236 | 9 out 2007  | Mount Lemmon      | Mount Lemmon Survey   | —         | MPC                           |
| 391574     | 2007 TZ240 | 7 out 2007  | Mount Lemmon      | Mount Lemmon Survey   | —         | MPC                           |
| 391575     | 2007 TL254 | 8 out 2007  | Mount Lemmon      | Mount Lemmon Survey   | —         | MPC                           |
| 391576     | 2007 TW259 | 10 out 2007 | Mount Lemmon      | Mount Lemmon Survey   | —         | MPC                           |
| 391577     | 2007 TW268 | 9 out 2007  | Kitt Peak         | Spacewatch            | —         | MPC                           |
| 391578     | 2007 TF322 | 11 out 2007 | Catalina          | CSS                   | —         | MPC                           |
| 391579     | 2007 TG322 | 11 out 2007 | Kitt Peak         | Spacewatch            | Phocaea   | MPC                           |
| 391580     | 2007 TF329 | 11 out 2007 | Kitt Peak         | Spacewatch            | —         | MPC                           |
| 391581     | 2007 TB342 | 4 abr 2005  | Kitt Peak         | Spacewatch            | —         | MPC                           |
| 391582     | 2007 TU362 | 14 out 2007 | Mount Lemmon      | Mount Lemmon Survey   | —         | MPC                           |
| 391583     | 2007 TY362 | 14 set 2007 | Mount Lemmon      | Mount Lemmon Survey   | —         | MPC                           |
| 391584     | 2007 TB366 | 13 set 2007 | Mount Lemmon      | Mount Lemmon Survey   | —         | MPC                           |
| 391585     | 2007 TS374 | 19 set 2007 | Kitt Peak         | Spacewatch            | —         | MPC                           |
| 391586     | 2007 TA381 | 14 out 2007 | Kitt Peak         | Spacewatch            | —         | MPC                           |
| 391587     | 2007 TL387 | 13 out 2007 | Kitt Peak         | Spacewatch            | —         | MPC                           |
| 391588     | 2007 TC405 | 15 out 2007 | Kitt Peak         | Spacewatch            | —         | MPC                           |
| 391589     | 2007 TP425 | 8 out 2007  | Mount Lemmon      | Mount Lemmon Survey   | —         | MPC                           |
| 391590     | 2007 TR428 | 11 out 2007 | Kitt Peak         | Spacewatch            | —         | MPC                           |
| 391591     | 2007 TK434 | 9 out 2007  | Kitt Peak         | Spacewatch            | —         | MPC                           |
| 391592     | 2007 TT435 | 14 out 2007 | Mount Lemmon      | Mount Lemmon Survey   | —         | MPC                           |
| 391593     | 2007 TW444 | 11 out 2007 | Catalina          | CSS                   | —         | MPC                           |
| 391594     | 2007 UK1   | 17 out 2007 | Bisei SG Center   | BATTeRS               | —         | MPC                           |
| 391595     | 2007 UR2   | 18 out 2007 | Socorro           | LINEAR                | —         | MPC                           |
| 391596     | 2007 UQ7   | 16 out 2007 | Catalina          | CSS                   | Juno      | MPC                           |
| 391597     | 2007 UJ13  | 16 out 2007 | Mount Lemmon      | Mount Lemmon Survey   | —         | MPC                           |
| 391598     | 2007 UX26  | 17 set 1998 | Caussols          | ODAS                  | —         | MPC                           |
| 391599     | 2007 UD29  | 5 set 2007  | Catalina          | CSS                   | —         | MPC                           |
| 391600     | 2007 UY30  | 19 out 2007 | Catalina          | CSS                   | —         | MPC                           |

## 391601–391700
| Designação | Designação | Descoberta  | Descoberta   | Descobridor(es)     | Categoria | Mais informações / Referência |
| Permanente | Provisória | Data        | Local        | Descobridor(es)     | Categoria | Mais informações / Referência |
| ---------- | ---------- | ----------- | ------------ | ------------------- | --------- | ----------------------------- |
| 391601     | 2007 UJ39  | 20 out 2007 | Catalina     | CSS                 | —         | MPC                           |
| 391602     | 2007 UC56  | 30 out 2007 | Kitt Peak    | Spacewatch          | —         | MPC                           |
| 391603     | 2007 UR77  | 30 out 2007 | Kitt Peak    | Spacewatch          | —         | MPC                           |
| 391604     | 2007 UA78  | 30 out 2007 | Kitt Peak    | Spacewatch          | —         | MPC                           |
| 391605     | 2007 UN92  | 12 out 2007 | Kitt Peak    | Spacewatch          | Maria     | MPC                           |
| 391606     | 2007 UF113 | 30 out 2007 | Kitt Peak    | Spacewatch          | —         | MPC                           |
| 391607     | 2007 UP126 | 16 out 2007 | Mount Lemmon | Mount Lemmon Survey | —         | MPC                           |
| 391608     | 2007 UE129 | 16 out 2007 | Mount Lemmon | Mount Lemmon Survey | —         | MPC                           |
| 391609     | 2007 UT130 | 20 out 2007 | Mount Lemmon | Mount Lemmon Survey | —         | MPC                           |
| 391610     | 2007 UU134 | 20 out 2007 | Mount Lemmon | Mount Lemmon Survey | —         | MPC                           |
| 391611     | 2007 UL140 | 16 out 2007 | Catalina     | CSS                 | —         | MPC                           |
| 391612     | 2007 UQ141 | 18 out 2007 | Kitt Peak    | Spacewatch          | Phocaea   | MPC                           |
| 391613     | 2007 VU3   | 2 nov 2007  | Dauban       | Chante-Perdrix Obs. | —         | MPC                           |
| 391614     | 2007 VO21  | 2 nov 2007  | Mount Lemmon | Mount Lemmon Survey | —         | MPC                           |
| 391615     | 2007 VS22  | 2 nov 2007  | Mount Lemmon | Mount Lemmon Survey | —         | MPC                           |
| 391616     | 2007 VK23  | 11 out 2007 | Catalina     | CSS                 | —         | MPC                           |
| 391617     | 2007 VP48  | 1 nov 2007  | Kitt Peak    | Spacewatch          | Maria     | MPC                           |
| 391618     | 2007 VD51  | 1 nov 2007  | Kitt Peak    | Spacewatch          | —         | MPC                           |
| 391619     | 2007 VT52  | 20 out 2007 | Mount Lemmon | Mount Lemmon Survey | —         | MPC                           |
| 391620     | 2007 VJ53  | 1 nov 2007  | Kitt Peak    | Spacewatch          | —         | MPC                           |
| 391621     | 2007 VE54  | 1 nov 2007  | Kitt Peak    | Spacewatch          | Phocaea   | MPC                           |
| 391622     | 2007 VU65  | 2 nov 2007  | Mount Lemmon | Mount Lemmon Survey | —         | MPC                           |
| 391623     | 2007 VV66  | 2 nov 2007  | Kitt Peak    | Spacewatch          | —         | MPC                           |
| 391624     | 2007 VZ101 | 2 nov 2007  | Mount Lemmon | Mount Lemmon Survey | Juno      | MPC                           |
| 391625     | 2007 VY108 | 10 out 2007 | Mount Lemmon | Mount Lemmon Survey | —         | MPC                           |
| 391626     | 2007 VJ109 | 3 nov 2007  | Kitt Peak    | Spacewatch          | —         | MPC                           |
| 391627     | 2007 VK114 | 3 nov 2007  | Kitt Peak    | Spacewatch          | —         | MPC                           |
| 391628     | 2007 VU118 | 4 nov 2007  | Kitt Peak    | Spacewatch          | —         | MPC                           |
| 391629     | 2007 VX133 | 18 out 2007 | Kitt Peak    | Spacewatch          | Brangane  | MPC                           |
| 391630     | 2007 VO141 | 4 nov 2007  | Kitt Peak    | Spacewatch          | —         | MPC                           |
| 391631     | 2007 VT141 | 20 out 2007 | Mount Lemmon | Mount Lemmon Survey | Eos       | MPC                           |
| 391632     | 2007 VR152 | 2 nov 2007  | Mount Lemmon | Mount Lemmon Survey | —         | MPC                           |
| 391633     | 2007 VG160 | 5 nov 2007  | Kitt Peak    | Spacewatch          | —         | MPC                           |
| 391634     | 2007 VS178 | 7 nov 2007  | Mount Lemmon | Mount Lemmon Survey | —         | MPC                           |
| 391635     | 2007 VV208 | 20 out 2007 | Catalina     | CSS                 | Juno      | MPC                           |
| 391636     | 2007 VJ220 | 9 nov 2007  | Kitt Peak    | Spacewatch          | —         | MPC                           |
| 391637     | 2007 VT232 | 7 nov 2007  | Kitt Peak    | Spacewatch          | Themis    | MPC                           |
| 391638     | 2007 VC247 | 9 out 2007  | Kitt Peak    | Spacewatch          | —         | MPC                           |
| 391639     | 2007 VZ254 | 11 nov 2007 | Mount Lemmon | Mount Lemmon Survey | Eos       | MPC                           |
| 391640     | 2007 VG257 | 7 nov 2007  | Kitt Peak    | Spacewatch          | —         | MPC                           |
| 391641     | 2007 VX266 | 13 nov 2007 | Catalina     | CSS                 | —         | MPC                           |
| 391642     | 2007 VF267 | 15 nov 2007 | Catalina     | CSS                 | —         | MPC                           |
| 391643     | 2007 VO270 | 7 nov 2007  | Kitt Peak    | Spacewatch          | —         | MPC                           |
| 391644     | 2007 VF282 | 16 out 2007 | Mount Lemmon | Mount Lemmon Survey | —         | MPC                           |
| 391645     | 2007 VR282 | 3 nov 2007  | Kitt Peak    | Spacewatch          | —         | MPC                           |
| 391646     | 2007 VY289 | 14 nov 2007 | Catalina     | CSS                 | —         | MPC                           |
| 391647     | 2007 VU290 | 14 nov 2007 | Kitt Peak    | Spacewatch          | —         | MPC                           |
| 391648     | 2007 VA293 | 15 nov 2007 | Mount Lemmon | Mount Lemmon Survey | —         | MPC                           |
| 391649     | 2007 VB306 | 14 nov 2007 | Kitt Peak    | Spacewatch          | Brangane  | MPC                           |
| 391650     | 2007 VQ310 | 9 nov 2007  | Mount Lemmon | Mount Lemmon Survey | —         | MPC                           |
| 391651     | 2007 VQ314 | 2 nov 2007  | Mount Lemmon | Mount Lemmon Survey | —         | MPC                           |
| 391652     | 2007 VY319 | 2 nov 2007  | Socorro      | LINEAR              | —         | MPC                           |
| 391653     | 2007 VZ329 | 2 nov 2007  | Mount Lemmon | Mount Lemmon Survey | —         | MPC                           |
| 391654     | 2007 WA21  | 9 nov 2007  | Mount Lemmon | Mount Lemmon Survey | —         | MPC                           |
| 391655     | 2007 WO21  | 18 out 2007 | Kitt Peak    | Spacewatch          | —         | MPC                           |
| 391656     | 2007 WE35  | 19 nov 2007 | Mount Lemmon | Mount Lemmon Survey | —         | MPC                           |
| 391657     | 2007 WX57  | 18 nov 2007 | Kitt Peak    | Spacewatch          | —         | MPC                           |
| 391658     | 2007 WB59  | 19 nov 2007 | Mount Lemmon | Mount Lemmon Survey | —         | MPC                           |
| 391659     | 2007 WC61  | 18 nov 2007 | Mount Lemmon | Mount Lemmon Survey | —         | MPC                           |
| 391660     | 2007 XG20  | 13 dez 2007 | Dauban       | Chante-Perdrix Obs. | —         | MPC                           |
| 391661     | 2007 XM27  | 3 dez 2007  | Kitt Peak    | Spacewatch          | —         | MPC                           |
| 391662     | 2007 XP45  | 15 dez 2007 | Kitt Peak    | Spacewatch          | —         | MPC                           |
| 391663     | 2007 XB57  | 4 dez 2007  | Socorro      | LINEAR              | —         | MPC                           |
| 391664     | 2007 YG22  | 16 dez 2007 | Kitt Peak    | Spacewatch          | —         | MPC                           |
| 391665     | 2007 YA26  | 18 dez 2007 | Mount Lemmon | Mount Lemmon Survey | —         | MPC                           |
| 391666     | 2007 YD26  | 18 dez 2007 | Mount Lemmon | Mount Lemmon Survey | Brangane  | MPC                           |
| 391667     | 2007 YD28  | 18 dez 2007 | Kitt Peak    | Spacewatch          | —         | MPC                           |
| 391668     | 2007 YD33  | 18 nov 2007 | Kitt Peak    | Spacewatch          | —         | MPC                           |
| 391669     | 2007 YO50  | 7 nov 2007  | Mount Lemmon | Mount Lemmon Survey | —         | MPC                           |
| 391670     | 2007 YH53  | 30 dez 2007 | Kitt Peak    | Spacewatch          | —         | MPC                           |
| 391671     | 2007 YJ61  | 31 dez 2007 | Catalina     | CSS                 | Juno      | MPC                           |
| 391672     | 2008 AF5   | 14 dez 2007 | Mount Lemmon | Mount Lemmon Survey | —         | MPC                           |
| 391673     | 2008 AC11  | 10 jan 2008 | Mount Lemmon | Mount Lemmon Survey | —         | MPC                           |
| 391674     | 2008 AP11  | 8 nov 2007  | Mount Lemmon | Mount Lemmon Survey | —         | MPC                           |
| 391675     | 2008 AZ14  | 10 jan 2008 | Kitt Peak    | Spacewatch          | Ursula    | MPC                           |
| 391676     | 2008 AV17  | 10 jan 2008 | Kitt Peak    | Spacewatch          | —         | MPC                           |
| 391677     | 2008 AT21  | 14 jan 2002 | Socorro      | LINEAR              | —         | MPC                           |
| 391678     | 2008 AF26  | 10 jan 2008 | Mount Lemmon | Mount Lemmon Survey | —         | MPC                           |
| 391679     | 2008 AF28  | 10 jan 2008 | Mount Lemmon | Mount Lemmon Survey | —         | MPC                           |
| 391680     | 2008 AK32  | 4 nov 2007  | Mount Lemmon | Mount Lemmon Survey | —         | MPC                           |
| 391681     | 2008 AK41  | 10 jan 2008 | Mount Lemmon | Mount Lemmon Survey | —         | MPC                           |
| 391682     | 2008 AC43  | 11 nov 2007 | Mount Lemmon | Mount Lemmon Survey | —         | MPC                           |
| 391683     | 2008 AC60  | 11 jan 2008 | Kitt Peak    | Spacewatch          | —         | MPC                           |
| 391684     | 2008 AF62  | 11 jan 2008 | Kitt Peak    | Spacewatch          | —         | MPC                           |
| 391685     | 2008 AG64  | 11 jan 2008 | Mount Lemmon | Mount Lemmon Survey | —         | MPC                           |
| 391686     | 2008 AX67  | 11 jan 2008 | Kitt Peak    | Spacewatch          | —         | MPC                           |
| 391687     | 2008 AH89  | 13 jan 2008 | Kitt Peak    | Spacewatch          | —         | MPC                           |
| 391688     | 2008 AJ90  | 13 jan 2008 | Kitt Peak    | Spacewatch          | —         | MPC                           |
| 391689     | 2008 AF94  | 30 dez 2007 | Kitt Peak    | Spacewatch          | —         | MPC                           |
| 391690     | 2008 AJ94  | 14 jan 2008 | Kitt Peak    | Spacewatch          | —         | MPC                           |
| 391691     | 2008 AJ103 | 11 nov 2007 | Mount Lemmon | Mount Lemmon Survey | —         | MPC                           |
| 391692     | 2008 AQ104 | 20 dez 2007 | Kitt Peak    | Spacewatch          | —         | MPC                           |
| 391693     | 2008 AA123 | 14 dez 2007 | Mount Lemmon | Mount Lemmon Survey | —         | MPC                           |
| 391694     | 2008 AD127 | 1 jan 2008  | Kitt Peak    | Spacewatch          | Ursula    | MPC                           |
| 391695     | 2008 AG127 | 1 jan 2008  | Kitt Peak    | Spacewatch          | —         | MPC                           |
| 391696     | 2008 AF129 | 14 jan 2008 | Kitt Peak    | Spacewatch          | Brangane  | MPC                           |
| 391697     | 2008 AD135 | 11 jan 2008 | Catalina     | CSS                 | —         | MPC                           |
| 391698     | 2008 AA136 | 11 jan 2008 | Kitt Peak    | Spacewatch          | —         | MPC                           |
| 391699     | 2008 AG137 | 15 jan 2008 | Socorro      | LINEAR              | —         | MPC                           |
| 391700     | 2008 BU11  | 18 jan 2008 | Mount Lemmon | Mount Lemmon Survey | —         | MPC                           |

## 391701–391800
| Designação        | Designação | Descoberta  | Descoberta        | Descobridor(es)       | Categoria | Mais informações / Referência |
| Permanente        | Provisória | Data        | Local             | Descobridor(es)       | Categoria | Mais informações / Referência |
| ----------------- | ---------- | ----------- | ----------------- | --------------------- | --------- | ----------------------------- |
| 391701            | 2008 BR15  | 28 jan 2008 | Lulin Observatory | LUSS                  | —         | MPC                           |
| 391702            | 2008 BW16  | 14 dez 2007 | Mount Lemmon      | Mount Lemmon Survey   | —         | MPC                           |
| 391703            | 2008 BT40  | 12 jan 2008 | Kitt Peak         | Spacewatch            | —         | MPC                           |
| 391704            | 2008 BB44  | 26 out 2007 | Mount Lemmon      | Mount Lemmon Survey   | —         | MPC                           |
| 391705            | 2008 BS48  | 20 jan 2008 | Kitt Peak         | Spacewatch            | —         | MPC                           |
| 391706            | 2008 CF2   | 1 fev 2008  | Catalina          | CSS                   | —         | MPC                           |
| 391707            | 2008 CH7   | 2 fev 2008  | Kitt Peak         | Spacewatch            | —         | MPC                           |
| 391708            | 2008 CJ10  | 2 fev 2008  | Kitt Peak         | Spacewatch            | —         | MPC                           |
| 391709            | 2008 CK11  | 3 fev 2008  | Kitt Peak         | Spacewatch            | Brangane  | MPC                           |
| 391710            | 2008 CM14  | 3 fev 2008  | Kitt Peak         | Spacewatch            | —         | MPC                           |
| 391711            | 2008 CK15  | 3 fev 2008  | Kitt Peak         | Spacewatch            | —         | MPC                           |
| 391712            | 2008 CD19  | 3 fev 2008  | Kitt Peak         | Spacewatch            | —         | MPC                           |
| 391713            | 2008 CB39  | 10 jan 2008 | Mount Lemmon      | Mount Lemmon Survey   | —         | MPC                           |
| 391714            | 2008 CK43  | 2 fev 2008  | Kitt Peak         | Spacewatch            | —         | MPC                           |
| 391715            | 2008 CA50  | 6 fev 2008  | Catalina          | CSS                   | —         | MPC                           |
| 391716            | 2008 CM50  | 6 fev 2008  | Catalina          | CSS                   | —         | MPC                           |
| 391717            | 2008 CV50  | 6 fev 2008  | Catalina          | CSS                   | —         | MPC                           |
| 391718            | 2008 CB52  | 7 nov 2007  | Mount Lemmon      | Mount Lemmon Survey   | —         | MPC                           |
| 391719            | 2008 CN68  | 6 fev 2008  | Socorro           | LINEAR                | —         | MPC                           |
| 391720            | 2008 CD73  | 6 fev 2008  | Catalina          | CSS                   | —         | MPC                           |
| 391721            | 2008 CX74  | 11 jan 2008 | Mount Lemmon      | Mount Lemmon Survey   | Ursula    | MPC                           |
| 391722            | 2008 CW82  | 7 fev 2008  | Kitt Peak         | Spacewatch            | Brangane  | MPC                           |
| 391723            | 2008 CU85  | 7 fev 2008  | Mount Lemmon      | Mount Lemmon Survey   | —         | MPC                           |
| 391724            | 2008 CV107 | 23 mar 2003 | Kitt Peak         | Spacewatch            | —         | MPC                           |
| 391725            | 2008 CB114 | 10 fev 2008 | Kitt Peak         | Spacewatch            | —         | MPC                           |
| 391726            | 2008 CE130 | 11 set 2005 | Kitt Peak         | Spacewatch            | —         | MPC                           |
| 391727            | 2008 CH131 | 8 fev 2008  | Kitt Peak         | Spacewatch            | —         | MPC                           |
| 391728            | 2008 CZ144 | 9 fev 2008  | Kitt Peak         | Spacewatch            | —         | MPC                           |
| 391729            | 2008 CP145 | 9 fev 2008  | Kitt Peak         | Spacewatch            | Brangane  | MPC                           |
| 391730            | 2008 CV146 | 9 fev 2008  | Kitt Peak         | Spacewatch            | Ursula    | MPC                           |
| 391731            | 2008 CX146 | 9 fev 2008  | Kitt Peak         | Spacewatch            | —         | MPC                           |
| 391732            | 2008 CT167 | 11 fev 2008 | Mount Lemmon      | Mount Lemmon Survey   | Ursula    | MPC                           |
| 391733            | 2008 CU174 | 13 fev 2008 | Mount Lemmon      | Mount Lemmon Survey   | —         | MPC                           |
| 391734            | 2008 CT189 | 13 fev 2008 | Catalina          | CSS                   | —         | MPC                           |
| 391735            | 2008 CD192 | 2 fev 2008  | Mount Lemmon      | Mount Lemmon Survey   | —         | MPC                           |
| 391736            | 2008 CZ192 | 8 fev 2008  | Kitt Peak         | Spacewatch            | —         | MPC                           |
| 391737            | 2008 CO196 | 7 fev 2008  | Kitt Peak         | Spacewatch            | —         | MPC                           |
| 391738            | 2008 CL199 | 13 fev 2008 | Mount Lemmon      | Mount Lemmon Survey   | —         | MPC                           |
| 391739            | 2008 CD200 | 9 fev 2008  | Mount Lemmon      | Mount Lemmon Survey   | —         | MPC                           |
| 391740            | 2008 CP201 | 2 fev 2008  | Kitt Peak         | Spacewatch            | Brangane  | MPC                           |
| 391741            | 2008 CS202 | 8 fev 2008  | Kitt Peak         | Spacewatch            | —         | MPC                           |
| 391742            | 2008 CN203 | 11 fev 2008 | Mount Lemmon      | Mount Lemmon Survey   | Ursula    | MPC                           |
| 391743            | 2008 DX5   | 31 dez 2007 | Kitt Peak         | Spacewatch            | —         | MPC                           |
| 391744            | 2008 DC9   | 25 fev 2008 | Kitt Peak         | Spacewatch            | Brangane  | MPC                           |
| 391745            | 2008 DK11  | 26 fev 2008 | Kitt Peak         | Spacewatch            | —         | MPC                           |
| 391746            | 2008 DH12  | 26 fev 2008 | Kitt Peak         | Spacewatch            | —         | MPC                           |
| 391747            | 2008 DC24  | 31 dez 2007 | Mount Lemmon      | Mount Lemmon Survey   | —         | MPC                           |
| 391748            | 2008 DK28  | 25 fev 2008 | Mount Lemmon      | Mount Lemmon Survey   | —         | MPC                           |
| 391749            | 2008 DZ42  | 28 fev 2008 | Kitt Peak         | Spacewatch            | —         | MPC                           |
| 391750            | 2008 DX54  | 29 fev 2008 | Catalina          | CSS                   | —         | MPC                           |
| 391751            | 2008 DY62  | 13 fev 2008 | Kitt Peak         | Spacewatch            | Brangane  | MPC                           |
| 391752            | 2008 DK68  | 6 fev 2008  | Catalina          | CSS                   | —         | MPC                           |
| 391753            | 2008 DX88  | 28 fev 2008 | Mount Lemmon      | Mount Lemmon Survey   | —         | MPC                           |
| 391754            | 2008 EU4   | 13 fev 2008 | Mount Lemmon      | Mount Lemmon Survey   | —         | MPC                           |
| 391755            | 2008 EA35  | 13 fev 2008 | Mount Lemmon      | Mount Lemmon Survey   | —         | MPC                           |
| 391756            | 2008 EO36  | 3 mar 2008  | Kitt Peak         | Spacewatch            | —         | MPC                           |
| 391757            | 2008 ES49  | 6 mar 2008  | Kitt Peak         | Spacewatch            | —         | MPC                           |
| 391758            | 2008 EP55  | 7 mar 2008  | Kitt Peak         | Spacewatch            | —         | MPC                           |
| 391759            | 2008 EB61  | 9 mar 2008  | Antares           | ARO                   | —         | MPC                           |
| 391760            | 2008 ED72  | 6 mar 2008  | Mount Lemmon      | Mount Lemmon Survey   | —         | MPC                           |
| 391761            | 2008 EK107 | 6 mar 2008  | Mount Lemmon      | Mount Lemmon Survey   | —         | MPC                           |
| 391762            | 2008 EJ128 | 11 mar 2008 | Kitt Peak         | Spacewatch            | —         | MPC                           |
| 391763            | 2008 EY129 | 3 ago 2004  | Siding Spring     | SSS                   | Ursula    | MPC                           |
| 391764            | 2008 EO168 | 11 mar 2008 | Kitt Peak         | Spacewatch            | —         | MPC                           |
| 391765            | 2008 EY169 | 8 fev 2008  | Mount Lemmon      | Mount Lemmon Survey   | —         | MPC                           |
| 391766            | 2008 FA    | 19 mar 2008 | Wrightwood        | J. W. Young           | —         | MPC                           |
| 391767            | 2008 FW9   | 26 mar 2008 | Kitt Peak         | Spacewatch            | —         | MPC                           |
| 391768            | 2008 FP39  | 28 mar 2008 | Kitt Peak         | Spacewatch            | —         | MPC                           |
| 391769            | 2008 FJ54  | 10 out 1999 | Kitt Peak         | Spacewatch            | —         | MPC                           |
| 391770            | 2008 FK133 | 26 mar 2008 | Mount Lemmon      | Mount Lemmon Survey   | —         | MPC                           |
| 391771            | 2008 GE112 | 1 abr 2008  | Catalina          | CSS                   | —         | MPC                           |
| 391772            | 2008 GH140 | 6 abr 2008  | Kitt Peak         | Spacewatch            | —         | MPC                           |
| 391773            | 2008 HW33  | 26 abr 2008 | Kitt Peak         | Spacewatch            | —         | MPC                           |
| 391774            | 2008 KQ35  | 27 mai 2008 | Kitt Peak         | Spacewatch            | —         | MPC                           |
| 391775            | 2008 LO13  | 6 abr 2008  | Mount Lemmon      | Mount Lemmon Survey   | —         | MPC                           |
| 391776            | 2008 ON7   | 29 jul 2008 | Mount Lemmon      | Mount Lemmon Survey   | —         | MPC                           |
| 391777            | 2008 PO    | 1 ago 2008  | Dauban            | F. Kugel              | —         | MPC                           |
| 391778            | 2008 PF7   | 6 ago 2008  | Hibiscus          | S. F. Hönig, N. Teamo | —         | MPC                           |
| 391779            | 2008 PM7   | 5 ago 2008  | La Sagra          | Mallorca Obs.         | —         | MPC                           |
| 391780            | 2008 PU13  | 10 ago 2008 | Dauban            | F. Kugel              | —         | MPC                           |
| 391781            | 2008 PH16  | 6 ago 2008  | La Sagra          | Mallorca Obs.         | —         | MPC                           |
| 391782            | 2008 PJ22  | 1 ago 2008  | Socorro           | LINEAR                | —         | MPC                           |
| 391783            | 2008 QY5   | 26 ago 2008 | La Sagra          | Mallorca Obs.         | —         | MPC                           |
| 391784            | 2008 QZ17  | 28 ago 2008 | Dauban            | F. Kugel              | —         | MPC                           |
| 391785            | 2008 QQ18  | 28 jul 2008 | Mount Lemmon      | Mount Lemmon Survey   | —         | MPC                           |
| 391786            | 2008 QF45  | 26 ago 2008 | Socorro           | LINEAR                | —         | MPC                           |
| 391787            | 2008 QQ46  | 26 ago 2008 | Socorro           | LINEAR                | —         | MPC                           |
| 391788            | 2008 RA1   | 2 dez 2004  | Kitt Peak         | Spacewatch            | —         | MPC                           |
| 391789            | 2008 RR26  | 8 set 2008  | Siding Spring     | SSS                   | —         | MPC                           |
| 391790            | 2008 RU43  | 2 set 2008  | Kitt Peak         | Spacewatch            | Vesta     | MPC                           |
| 391791            | 2008 RC64  | 4 set 2008  | Kitt Peak         | Spacewatch            | —         | MPC                           |
| 391792            | 2008 RE70  | 5 set 2008  | Kitt Peak         | Spacewatch            | Vesta     | MPC                           |
| 391793            | 2008 RR73  | 6 set 2008  | Catalina          | CSS                   | —         | MPC                           |
| 391794            | 2008 RV73  | 6 set 2008  | Catalina          | CSS                   | —         | MPC                           |
| 391795 Univofutah | 2008 RV77  | 8 set 2008  | Tooele (Utah)     | P. Wiggins            | —         | MPC                           |
| 391796            | 2008 RH78  | 10 set 2008 | Wrightwood        | J. W. Young           | —         | MPC                           |
| 391797            | 2008 RM88  | 5 set 2008  | Kitt Peak         | Spacewatch            | —         | MPC                           |
| 391798            | 2008 RG90  | 5 set 2008  | Kitt Peak         | Spacewatch            | —         | MPC                           |
| 391799            | 2008 RL102 | 3 set 2008  | Kitt Peak         | Spacewatch            | —         | MPC                           |
| 391800            | 2008 RC106 | 6 set 2008  | Mount Lemmon      | Mount Lemmon Survey   | —         | MPC                           |

## 391801–391900
| Designação | Designação | Descoberta  | Descoberta       | Descobridor(es)     | Categoria | Mais informações / Referência |
| Permanente | Provisória | Data        | Local            | Descobridor(es)     | Categoria | Mais informações / Referência |
| ---------- | ---------- | ----------- | ---------------- | ------------------- | --------- | ----------------------------- |
| 391801     | 2008 RD107 | 7 set 2008  | Catalina         | CSS                 | —         | MPC                           |
| 391802     | 2008 RZ113 | 6 set 2008  | Kitt Peak        | Spacewatch          | Vesta     | MPC                           |
| 391803     | 2008 RF115 | 6 set 2008  | Mount Lemmon     | Mount Lemmon Survey | —         | MPC                           |
| 391804     | 2008 RM126 | 3 set 2008  | Kitt Peak        | Spacewatch          | Vesta     | MPC                           |
| 391805     | 2008 RM128 | 7 set 2008  | Mount Lemmon     | Mount Lemmon Survey | —         | MPC                           |
| 391806     | 2008 RS128 | 2 set 2008  | Kitt Peak        | Spacewatch          | Vesta     | MPC                           |
| 391807     | 2008 RP135 | 3 set 2008  | Kitt Peak        | Spacewatch          | —         | MPC                           |
| 391808     | 2008 RF136 | 4 set 2008  | Socorro          | LINEAR              | —         | MPC                           |
| 391809     | 2008 RK136 | 4 set 2008  | Kitt Peak        | Spacewatch          | —         | MPC                           |
| 391810     | 2008 RX136 | 4 set 2008  | Kitt Peak        | Spacewatch          | —         | MPC                           |
| 391811     | 2008 RL137 | 5 set 2008  | Kitt Peak        | Spacewatch          | —         | MPC                           |
| 391812     | 2008 RR138 | 6 set 2008  | Mount Lemmon     | Mount Lemmon Survey | —         | MPC                           |
| 391813     | 2008 RC147 | 7 set 2008  | Catalina         | CSS                 | —         | MPC                           |
| 391814     | 2008 SB4   | 22 set 2008 | Socorro          | LINEAR              | —         | MPC                           |
| 391815     | 2008 SL7   | 22 set 2008 | Goodricke-Pigott | R. A. Tucker        | —         | MPC                           |
| 391816     | 2008 SZ16  | 19 set 2008 | Kitt Peak        | Spacewatch          | —         | MPC                           |
| 391817     | 2008 SK28  | 19 set 2008 | Kitt Peak        | Spacewatch          | —         | MPC                           |
| 391818     | 2008 SZ29  | 19 set 2008 | Kitt Peak        | Spacewatch          | —         | MPC                           |
| 391819     | 2008 SS30  | 20 set 2008 | Kitt Peak        | Spacewatch          | —         | MPC                           |
| 391820     | 2008 SY30  | 9 set 2008  | Kitt Peak        | Spacewatch          | —         | MPC                           |
| 391821     | 2008 SV39  | 20 set 2008 | Kitt Peak        | Spacewatch          | —         | MPC                           |
| 391822     | 2008 SD49  | 2 set 2008  | Kitt Peak        | Spacewatch          | Vesta     | MPC                           |
| 391823     | 2008 SC60  | 9 set 2008  | Kitt Peak        | Spacewatch          | —         | MPC                           |
| 391824     | 2008 SP88  | 20 set 2008 | Kitt Peak        | Spacewatch          | —         | MPC                           |
| 391825     | 2008 SO91  | 21 set 2008 | Kitt Peak        | Spacewatch          | —         | MPC                           |
| 391826     | 2008 SP94  | 6 set 2008  | Kitt Peak        | Spacewatch          | —         | MPC                           |
| 391827     | 2008 SD114 | 22 set 2008 | Kitt Peak        | Spacewatch          | —         | MPC                           |
| 391828     | 2008 SQ116 | 22 set 2008 | Mount Lemmon     | Mount Lemmon Survey | —         | MPC                           |
| 391829     | 2008 ST116 | 22 set 2008 | Mount Lemmon     | Mount Lemmon Survey | —         | MPC                           |
| 391830     | 2008 SB118 | 22 set 2008 | Mount Lemmon     | Mount Lemmon Survey | —         | MPC                           |
| 391831     | 2008 SH130 | 22 set 2008 | Kitt Peak        | Spacewatch          | —         | MPC                           |
| 391832     | 2008 SE148 | 27 set 2008 | Goodricke-Pigott | R. A. Tucker        | —         | MPC                           |
| 391833     | 2008 SS148 | 6 set 2008  | Catalina         | CSS                 | —         | MPC                           |
| 391834     | 2008 SW148 | 27 set 2008 | Andrushivka      | Andrushivka Obs.    | —         | MPC                           |
| 391835     | 2008 SO153 | 3 set 2008  | Kitt Peak        | Spacewatch          | —         | MPC                           |
| 391836     | 2008 SH162 | 10 set 2008 | Kitt Peak        | Spacewatch          | —         | MPC                           |
| 391837     | 2008 SG170 | 21 set 2008 | Mount Lemmon     | Mount Lemmon Survey | —         | MPC                           |
| 391838     | 2008 SE179 | 24 set 2008 | Kitt Peak        | Spacewatch          | —         | MPC                           |
| 391839     | 2008 SO179 | 14 nov 1995 | Kitt Peak        | Spacewatch          | —         | MPC                           |
| 391840     | 2008 SK197 | 25 set 2008 | Kitt Peak        | Spacewatch          | —         | MPC                           |
| 391841     | 2008 SS208 | 27 set 2008 | Mount Lemmon     | Mount Lemmon Survey | —         | MPC                           |
| 391842     | 2008 SK232 | 12 mar 2007 | Kitt Peak        | Spacewatch          | —         | MPC                           |
| 391843     | 2008 SN235 | 5 set 2008  | Kitt Peak        | Spacewatch          | —         | MPC                           |
| 391844     | 2008 SU254 | 23 set 2008 | Kitt Peak        | Spacewatch          | Vesta     | MPC                           |
| 391845     | 2008 SM257 | 22 set 2008 | Kitt Peak        | Spacewatch          | Vesta     | MPC                           |
| 391846     | 2008 SK261 | 23 set 2008 | Kitt Peak        | Spacewatch          | —         | MPC                           |
| 391847     | 2008 SS278 | 24 set 2008 | Kitt Peak        | Spacewatch          | —         | MPC                           |
| 391848     | 2008 SD283 | 21 set 2008 | Mount Lemmon     | Mount Lemmon Survey | —         | MPC                           |
| 391849     | 2008 SH285 | 19 set 2008 | Kitt Peak        | Spacewatch          | —         | MPC                           |
| 391850     | 2008 SL286 | 22 set 2008 | Mount Lemmon     | Mount Lemmon Survey | —         | MPC                           |
| 391851     | 2008 SQ290 | 23 set 2008 | Mount Lemmon     | Mount Lemmon Survey | —         | MPC                           |
| 391852     | 2008 SB294 | 20 set 2008 | Catalina         | CSS                 | —         | MPC                           |
| 391853     | 2008 SN298 | 21 set 2008 | Kitt Peak        | Spacewatch          | —         | MPC                           |
| 391854     | 2008 SU299 | 22 set 2008 | Kitt Peak        | Spacewatch          | —         | MPC                           |
| 391855     | 2008 SG300 | 22 set 2008 | Catalina         | CSS                 | —         | MPC                           |
| 391856     | 2008 SO305 | 27 set 2008 | Mount Lemmon     | Mount Lemmon Survey | —         | MPC                           |
| 391857     | 2008 TC14  | 1 out 2008  | Mount Lemmon     | Mount Lemmon Survey | —         | MPC                           |
| 391858     | 2008 TD20  | 22 set 2008 | Mount Lemmon     | Mount Lemmon Survey | —         | MPC                           |
| 391859     | 2008 TP24  | 2 out 2008  | Catalina         | CSS                 | —         | MPC                           |
| 391860     | 2008 TP25  | 2 out 2008  | Mount Lemmon     | Mount Lemmon Survey | —         | MPC                           |
| 391861     | 2008 TZ27  | 6 out 2004  | Kitt Peak        | Spacewatch          | —         | MPC                           |
| 391862     | 2008 TE31  | 1 out 2008  | Kitt Peak        | Spacewatch          | —         | MPC                           |
| 391863     | 2008 TA42  | 1 out 2008  | Mount Lemmon     | Mount Lemmon Survey | —         | MPC                           |
| 391864     | 2008 TF55  | 2 out 2008  | Kitt Peak        | Spacewatch          | —         | MPC                           |
| 391865     | 2008 TK58  | 2 out 2008  | Kitt Peak        | Spacewatch          | —         | MPC                           |
| 391866     | 2008 TV65  | 2 out 2008  | Catalina         | CSS                 | —         | MPC                           |
| 391867     | 2008 TE69  | 2 out 2008  | Kitt Peak        | Spacewatch          | —         | MPC                           |
| 391868     | 2008 TH73  | 2 out 2008  | Kitt Peak        | Spacewatch          | —         | MPC                           |
| 391869     | 2008 TN89  | 3 out 2008  | Kitt Peak        | Spacewatch          | —         | MPC                           |
| 391870     | 2008 TO92  | 4 out 2008  | La Sagra         | Mallorca Obs.       | Vesta     | MPC                           |
| 391871     | 2008 TG109 | 22 set 2008 | Kitt Peak        | Spacewatch          | —         | MPC                           |
| 391872     | 2008 TN110 | 6 out 2008  | Catalina         | CSS                 | —         | MPC                           |
| 391873     | 2008 TW110 | 23 set 2008 | Kitt Peak        | Spacewatch          | —         | MPC                           |
| 391874     | 2008 TT111 | 6 out 2008  | Catalina         | CSS                 | —         | MPC                           |
| 391875     | 2008 TE112 | 6 out 2008  | Catalina         | CSS                 | —         | MPC                           |
| 391876     | 2008 TE118 | 6 out 2008  | Kitt Peak        | Spacewatch          | —         | MPC                           |
| 391877     | 2008 TV125 | 8 out 2008  | Mount Lemmon     | Mount Lemmon Survey | Vesta     | MPC                           |
| 391878     | 2008 TS130 | 23 set 2008 | Kitt Peak        | Spacewatch          | —         | MPC                           |
| 391879     | 2008 TT139 | 8 out 2008  | Mount Lemmon     | Mount Lemmon Survey | —         | MPC                           |
| 391880     | 2008 TT141 | 9 out 2008  | Mount Lemmon     | Mount Lemmon Survey | Vesta     | MPC                           |
| 391881     | 2008 TW177 | 9 out 2008  | Catalina         | CSS                 | —         | MPC                           |
| 391882     | 2008 TT180 | 4 out 2008  | La Sagra         | Mallorca Obs.       | —         | MPC                           |
| 391883     | 2008 UW2   | 22 out 2008 | Socorro          | LINEAR              | —         | MPC                           |
| 391884     | 2008 UC27  | 25 set 2008 | Kitt Peak        | Spacewatch          | —         | MPC                           |
| 391885     | 2008 UL29  | 2 mai 2006  | Mount Lemmon     | Mount Lemmon Survey | —         | MPC                           |
| 391886     | 2008 UH30  | 20 out 2008 | Kitt Peak        | Spacewatch          | —         | MPC                           |
| 391887     | 2008 UH38  | 20 out 2008 | Kitt Peak        | Spacewatch          | —         | MPC                           |
| 391888     | 2008 UD51  | 20 out 2008 | Kitt Peak        | Spacewatch          | Brangane  | MPC                           |
| 391889     | 2008 UY53  | 20 out 2008 | Kitt Peak        | Spacewatch          | —         | MPC                           |
| 391890     | 2008 UZ54  | 20 out 2008 | Lulin            | LUSS                | Mitidika  | MPC                           |
| 391891     | 2008 UA59  | 21 out 2008 | Kitt Peak        | Spacewatch          | —         | MPC                           |
| 391892     | 2008 UQ69  | 23 set 2008 | Mount Lemmon     | Mount Lemmon Survey | —         | MPC                           |
| 391893     | 2008 UX76  | 3 out 2008  | Mount Lemmon     | Mount Lemmon Survey | —         | MPC                           |
| 391894     | 2008 UE78  | 21 out 2008 | Kitt Peak        | Spacewatch          | —         | MPC                           |
| 391895     | 2008 UX80  | 22 set 2008 | Kitt Peak        | Spacewatch          | —         | MPC                           |
| 391896     | 2008 UA91  | 24 out 2008 | Socorro          | LINEAR              | —         | MPC                           |
| 391897     | 2008 UK92  | 23 out 2008 | Socorro          | LINEAR              | —         | MPC                           |
| 391898     | 2008 UM94  | 26 out 2008 | Socorro          | LINEAR              | —         | MPC                           |
| 391899     | 2008 UC97  | 25 out 2008 | Socorro          | LINEAR              | —         | MPC                           |
| 391900     | 2008 UC112 | 22 out 2008 | Kitt Peak        | Spacewatch          | —         | MPC                           |

## 391901–392000
| Designação       | Designação | Descoberta  | Descoberta       | Descobridor(es)     | Categoria | Mais informações / Referência |
| Permanente       | Provisória | Data        | Local            | Descobridor(es)     | Categoria | Mais informações / Referência |
| ---------------- | ---------- | ----------- | ---------------- | ------------------- | --------- | ----------------------------- |
| 391901           | 2008 UC113 | 22 out 2008 | Kitt Peak        | Spacewatch          | —         | MPC                           |
| 391902           | 2008 UT115 | 22 out 2008 | Kitt Peak        | Spacewatch          | —         | MPC                           |
| 391903           | 2008 UF116 | 22 out 2008 | Kitt Peak        | Spacewatch          | —         | MPC                           |
| 391904           | 2008 UV126 | 22 out 2008 | Mount Lemmon     | Mount Lemmon Survey | —         | MPC                           |
| 391905           | 2008 UJ127 | 22 out 2008 | Kitt Peak        | Spacewatch          | —         | MPC                           |
| 391906           | 2008 UX127 | 22 out 2008 | Kitt Peak        | Spacewatch          | —         | MPC                           |
| 391907           | 2008 UU146 | 23 out 2008 | Kitt Peak        | Spacewatch          | —         | MPC                           |
| 391908           | 2008 UF154 | 9 set 2008  | Mount Lemmon     | Mount Lemmon Survey | —         | MPC                           |
| 391909           | 2008 UY163 | 10 out 2008 | Mount Lemmon     | Mount Lemmon Survey | —         | MPC                           |
| 391910           | 2008 UK175 | 24 out 2008 | Mount Lemmon     | Mount Lemmon Survey | —         | MPC                           |
| 391911           | 2008 UT182 | 26 dez 2005 | Kitt Peak        | Spacewatch          | Mitidika  | MPC                           |
| 391912           | 2008 UL184 | 9 set 2008  | Mount Lemmon     | Mount Lemmon Survey | —         | MPC                           |
| 391913           | 2008 UW188 | 15 mar 2007 | Kitt Peak        | Spacewatch          | —         | MPC                           |
| 391914           | 2008 UP196 | 27 out 2008 | Kitt Peak        | Spacewatch          | —         | MPC                           |
| 391915           | 2008 UW203 | 28 out 2008 | Socorro          | LINEAR              | —         | MPC                           |
| 391916           | 2008 UJ204 | 28 out 2008 | Socorro          | LINEAR              | —         | MPC                           |
| 391917           | 2008 UD209 | 23 out 2008 | Kitt Peak        | Spacewatch          | —         | MPC                           |
| 391918           | 2008 UR210 | 23 out 2008 | Kitt Peak        | Spacewatch          | —         | MPC                           |
| 391919           | 2008 UD228 | 25 out 2008 | Kitt Peak        | Spacewatch          | —         | MPC                           |
| 391920           | 2008 UR243 | 26 out 2008 | Kitt Peak        | Spacewatch          | —         | MPC                           |
| 391921           | 2008 UZ258 | 20 out 2008 | Kitt Peak        | Spacewatch          | —         | MPC                           |
| 391922           | 2008 UF267 | 28 out 2008 | Kitt Peak        | Spacewatch          | —         | MPC                           |
| 391923           | 2008 UC282 | 28 out 2008 | Kitt Peak        | Spacewatch          | —         | MPC                           |
| 391924           | 2008 UR284 | 25 set 2008 | Kitt Peak        | Spacewatch          | —         | MPC                           |
| 391925           | 2008 UU291 | 29 out 2008 | Kitt Peak        | Spacewatch          | —         | MPC                           |
| 391926           | 2008 UV292 | 22 nov 2005 | Kitt Peak        | Spacewatch          | —         | MPC                           |
| 391927           | 2008 UH296 | 29 out 2008 | Kitt Peak        | Spacewatch          | —         | MPC                           |
| 391928           | 2008 UV302 | 21 out 2008 | Kitt Peak        | Spacewatch          | —         | MPC                           |
| 391929           | 2008 UR303 | 29 out 2008 | Kitt Peak        | Spacewatch          | —         | MPC                           |
| 391930           | 2008 UG304 | 29 out 2008 | Kitt Peak        | Spacewatch          | —         | MPC                           |
| 391931           | 2008 UL330 | 31 out 2008 | Kitt Peak        | Spacewatch          | —         | MPC                           |
| 391932           | 2008 UW338 | 22 out 2008 | Kitt Peak        | Spacewatch          | —         | MPC                           |
| 391933           | 2008 UE345 | 31 out 2008 | Kitt Peak        | Spacewatch          | —         | MPC                           |
| 391934           | 2008 UT350 | 7 set 2008  | Mount Lemmon     | Mount Lemmon Survey | —         | MPC                           |
| 391935           | 2008 UV351 | 24 out 2008 | Mount Lemmon     | Mount Lemmon Survey | —         | MPC                           |
| 391936           | 2008 UQ354 | 27 out 2008 | Mount Lemmon     | Mount Lemmon Survey | —         | MPC                           |
| 391937           | 2008 UE358 | 25 out 2008 | Kitt Peak        | Spacewatch          | —         | MPC                           |
| 391938           | 2008 UY366 | 24 out 2008 | Socorro          | LINEAR              | —         | MPC                           |
| 391939           | 2008 VD1   | 1 nov 2008  | Socorro          | LINEAR              | —         | MPC                           |
| 391940           | 2008 VR32  | 2 nov 2008  | Mount Lemmon     | Mount Lemmon Survey | —         | MPC                           |
| 391941           | 2008 VD34  | 27 set 2008 | Mount Lemmon     | Mount Lemmon Survey | —         | MPC                           |
| 391942           | 2008 VU39  | 2 nov 2008  | Kitt Peak        | Spacewatch          | —         | MPC                           |
| 391943           | 2008 VT47  | 3 nov 2008  | Mount Lemmon     | Mount Lemmon Survey | —         | MPC                           |
| 391944           | 2008 VZ50  | 4 nov 2008  | Kitt Peak        | Spacewatch          | —         | MPC                           |
| 391945           | 2008 VV59  | 7 nov 2008  | Catalina         | CSS                 | —         | MPC                           |
| 391946           | 2008 VG71  | 2 nov 2008  | Socorro          | LINEAR              | Phocaea   | MPC                           |
| 391947           | 2008 VQ72  | 8 nov 2008  | Mount Lemmon     | Mount Lemmon Survey | —         | MPC                           |
| 391948           | 2008 VA76  | 1 nov 2008  | Mount Lemmon     | Mount Lemmon Survey | —         | MPC                           |
| 391949           | 2008 VF78  | 7 nov 2008  | Mount Lemmon     | Mount Lemmon Survey | —         | MPC                           |
| 391950           | 2008 WE3   | 17 nov 2008 | Kitt Peak        | Spacewatch          | —         | MPC                           |
| 391951           | 2008 WK10  | 18 nov 2008 | La Sagra         | Mallorca Obs.       | —         | MPC                           |
| 391952           | 2008 WP14  | 17 nov 2008 | Kitt Peak        | Spacewatch          | —         | MPC                           |
| 391953           | 2008 WD18  | 17 nov 2008 | Kitt Peak        | Spacewatch          | —         | MPC                           |
| 391954           | 2008 WC19  | 17 nov 2008 | Kitt Peak        | Spacewatch          | —         | MPC                           |
| 391955           | 2008 WV32  | 20 nov 2008 | Mount Lemmon     | Mount Lemmon Survey | Eos       | MPC                           |
| 391956           | 2008 WS38  | 17 nov 2008 | Kitt Peak        | Spacewatch          | Mitidika  | MPC                           |
| 391957           | 2008 WA46  | 3 nov 2008  | Kitt Peak        | Spacewatch          | —         | MPC                           |
| 391958           | 2008 WR50  | 18 nov 2008 | Kitt Peak        | Spacewatch          | —         | MPC                           |
| 391959           | 2008 WQ73  | 19 nov 2008 | Mount Lemmon     | Mount Lemmon Survey | —         | MPC                           |
| 391960           | 2008 WO80  | 20 nov 2008 | Kitt Peak        | Spacewatch          | —         | MPC                           |
| 391961           | 2008 WZ97  | 19 nov 2008 | Catalina         | CSS                 | —         | MPC                           |
| 391962           | 2008 WA99  | 24 nov 2008 | Mount Lemmon     | Mount Lemmon Survey | —         | MPC                           |
| 391963           | 2008 WE101 | 26 nov 2008 | La Sagra         | Mallorca Obs.       | —         | MPC                           |
| 391964           | 2008 WL110 | 30 nov 2008 | Kitt Peak        | Spacewatch          | —         | MPC                           |
| 391965           | 2008 WN111 | 31 out 2008 | Kitt Peak        | Spacewatch          | —         | MPC                           |
| 391966           | 2008 WD124 | 17 nov 2008 | Kitt Peak        | Spacewatch          | —         | MPC                           |
| 391967           | 2008 WX125 | 23 nov 2008 | Mount Lemmon     | Mount Lemmon Survey | —         | MPC                           |
| 391968           | 2008 WK130 | 22 nov 2008 | Kitt Peak        | Spacewatch          | —         | MPC                           |
| 391969           | 2008 WK132 | 2 fev 2006  | Kitt Peak        | Spacewatch          | —         | MPC                           |
| 391970           | 2008 WN134 | 22 nov 2008 | Kitt Peak        | Spacewatch          | —         | MPC                           |
| 391971           | 2008 WT136 | 20 nov 2008 | Kitt Peak        | Spacewatch          | —         | MPC                           |
| 391972           | 2008 WO140 | 24 out 2008 | Catalina         | CSS                 | —         | MPC                           |
| 391973           | 2008 XX16  | 25 mai 2006 | Mount Lemmon     | Mount Lemmon Survey | —         | MPC                           |
| 391974           | 2008 XR19  | 1 dez 2008  | Kitt Peak        | Spacewatch          | —         | MPC                           |
| 391975           | 2008 XD32  | 2 dez 2008  | Kitt Peak        | Spacewatch          | —         | MPC                           |
| 391976           | 2008 XE35  | 2 dez 2008  | Kitt Peak        | Spacewatch          | —         | MPC                           |
| 391977           | 2008 XN45  | 4 dez 2008  | Kitt Peak        | Spacewatch          | —         | MPC                           |
| 391978           | 2008 XJ49  | 7 dez 2008  | Mount Lemmon     | Mount Lemmon Survey | —         | MPC                           |
| 391979           | 2008 XX49  | 4 dez 2008  | Mount Lemmon     | Mount Lemmon Survey | —         | MPC                           |
| 391980           | 2008 XD50  | 14 abr 2001 | Kitt Peak        | Spacewatch          | —         | MPC                           |
| 391981           | 2008 XJ50  | 4 dez 2008  | Catalina         | CSS                 | —         | MPC                           |
| 391982           | 2008 YK    | 18 dez 2008 | Calar Alto       | F. Hormuth          | —         | MPC                           |
| 391983           | 2008 YP6   | 22 dez 2008 | Dauban           | F. Kugel            | —         | MPC                           |
| 391984           | 2008 YO8   | 21 dez 2008 | Catalina         | CSS                 | —         | MPC                           |
| 391985           | 2008 YH9   | 23 dez 2008 | Dauban           | F. Kugel            | —         | MPC                           |
| 391986           | 2008 YV16  | 21 dez 2008 | Mount Lemmon     | Mount Lemmon Survey | —         | MPC                           |
| 391987           | 2008 YA24  | 21 dez 2008 | Catalina         | CSS                 | —         | MPC                           |
| 391988 Illmárton | 2008 YF26  | 27 dez 2008 | Piszkéstető      | K. Sárneczky        | —         | MPC                           |
| 391989           | 2008 YH26  | 19 nov 2008 | Mount Lemmon     | Mount Lemmon Survey | Phocaea   | MPC                           |
| 391990           | 2008 YG27  | 22 dez 2008 | Socorro          | LINEAR              | —         | MPC                           |
| 391991           | 2008 YW33  | 28 dez 2008 | Dauban           | F. Kugel            | —         | MPC                           |
| 391992           | 2008 YU35  | 22 dez 2008 | Kitt Peak        | Spacewatch          | —         | MPC                           |
| 391993           | 2008 YB38  | 27 dez 2008 | Bergisch Gladbac | W. Bickel           | —         | MPC                           |
| 391994           | 2008 YH49  | 29 dez 2008 | Mount Lemmon     | Mount Lemmon Survey | —         | MPC                           |
| 391995           | 2008 YS73  | 22 dez 2008 | Kitt Peak        | Spacewatch          | —         | MPC                           |
| 391996           | 2008 YX84  | 31 dez 2008 | XuYi             | PMO NEO             | —         | MPC                           |
| 391997           | 2008 YD86  | 21 dez 2008 | Kitt Peak        | Spacewatch          | —         | MPC                           |
| 391998           | 2008 YW114 | 29 dez 2008 | Kitt Peak        | Spacewatch          | —         | MPC                           |
| 391999           | 2008 YS116 | 21 dez 2008 | Kitt Peak        | Spacewatch          | —         | MPC                           |
| 392000           | 2008 YJ119 | 29 dez 2008 | Kitt Peak        | Spacewatch          | —         | MPC                           |